# Frauenkirche (Dresden, gotischer Vorgängerbau)
Die gotische Frauenkirche in Dresden war der Vorgängerbau der Frauenkirche von George Bähr. Sie entstand im 14. Jahrhundert und galt trotz ihrer Lage außerhalb der Stadtmauern bis ins 16. Jahrhundert als Mutter- und Hauptkirche Dresdens. Die Einführung des Protestantismus in Sachsen 1539 bedeutete einen Wendepunkt in der Geschichte der Kirche. Der Gottesdienst wurde dort eingestellt und ausschließlich in der Kreuzkirche abgehalten. Erst 1559 fanden in der Frauenkirche wieder Gottesdienste statt, doch hatte sie gegenüber der zentraler gelegenen Kreuzkirche den Status einer Dorfkirche für die ärmere Bevölkerung erhalten.

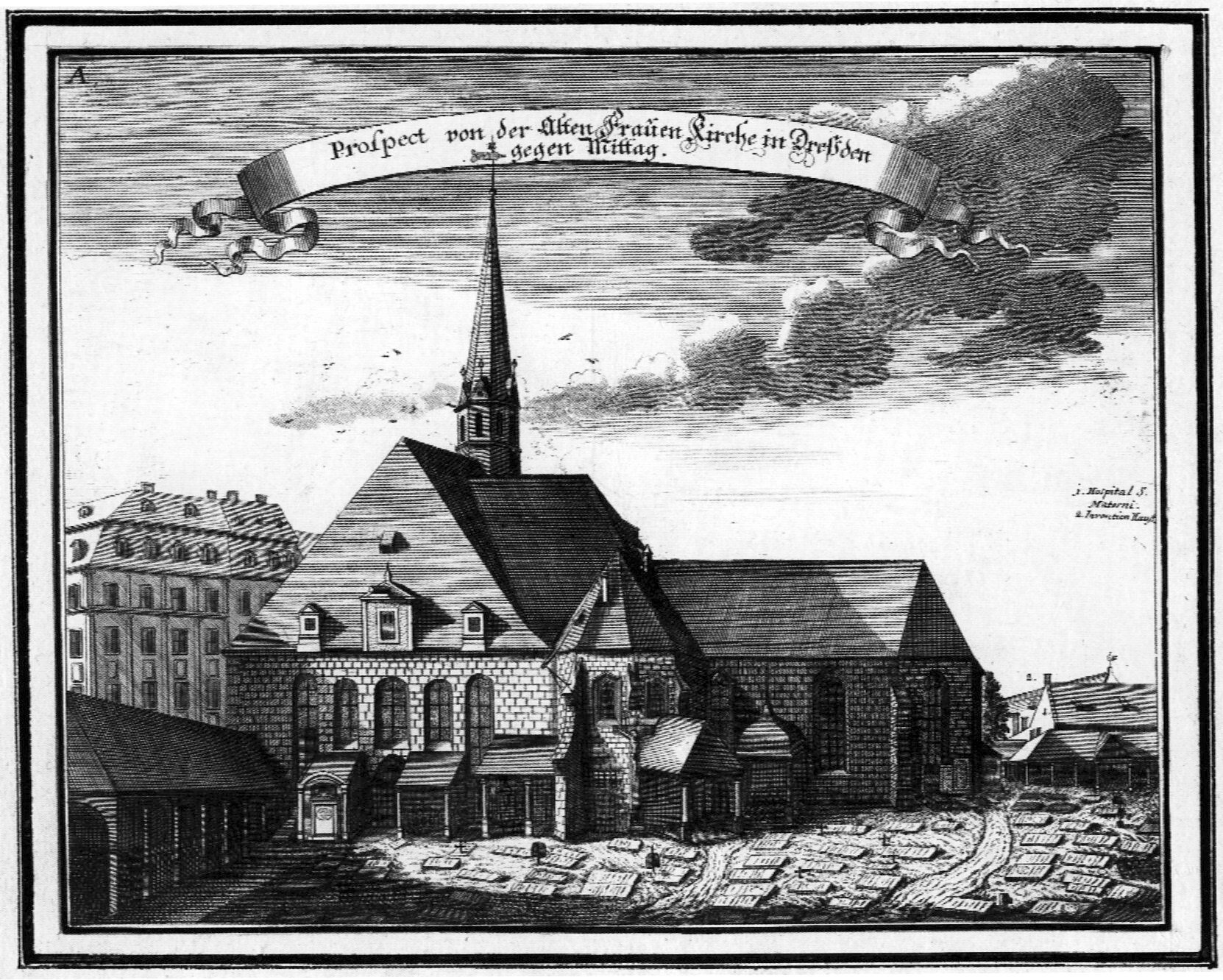
Südansicht der Frauenkirche 1714 auf einem Stich von Moritz Bodenehr

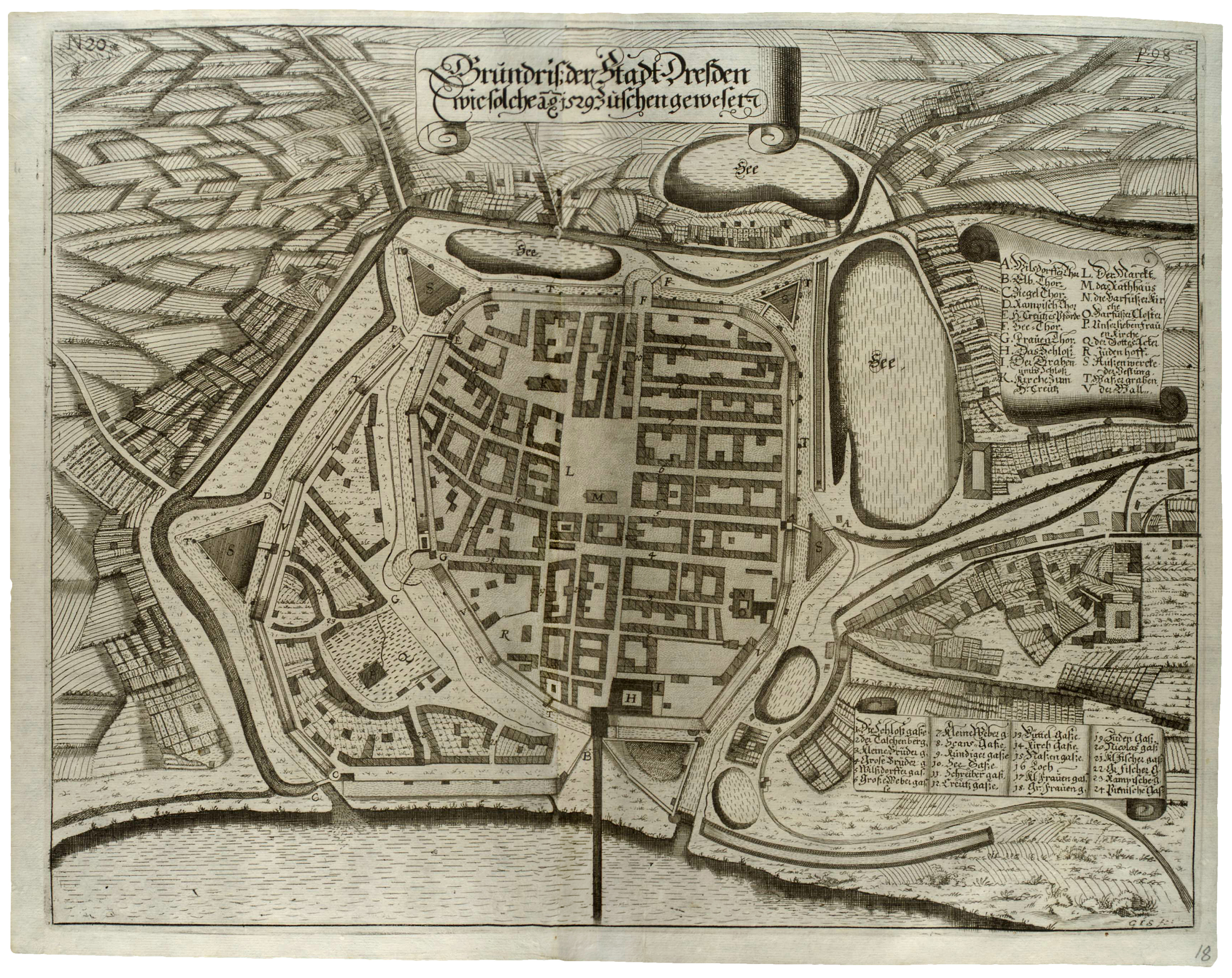
Grundriss der Stadt Dresden im Jahr 1529 von Anton Weck (1680; gesüdet – Blick von der Dresdner Elbbrücke zur Stadt): Frauenkirche (P) und -kirchhof (Q) liegen links unten zwischen Stadtmauer und den Außenwerken, die Kreuzkirche (K) befindet sich links über dem Marktplatz (L) mit dem Rathaus (M).

Frauenkirche und -kirchhof hatten für den Adel und das gehobene Bürgertum jedoch eine besondere Bedeutung als Begräbnisstätten. Daher kam es zu Protesten der Bevölkerung, als die baufällige Frauenkirche Anfang des 18. Jahrhunderts abgetragen und ihr Kirchhof säkularisiert werden sollte. Erst als die Kirche stark einsturzgefährdet war, konnten die Planungen für einen Neubau unter der Leitung von George Bähr verwirklicht werden. Der Bau der barocken Frauenkirche und die Weiternutzung des gotischen Gotteshauses liefen zunächst parallel, bevor die alte Frauenkirche 1727 abgetragen werden musste, um den Baufortschritt nicht zu behindern.
Verschiedene Ausstattungsstücke der gotischen Frauenkirche blieben erhalten, darunter Kirchengefäße und die Kanzel. Eine Glocke der gotischen Frauenkirche erklingt noch in der wiederaufgebauten Bährschen Frauenkirche. Dort wie auch in der Dresdner Kreuzkirche und dem Stadtmuseum sind Grabsteine und Epitaphe aus der Frauenkirche und dem Kirchhof ausgestellt.

## Geschichte

### Vorgeschichte

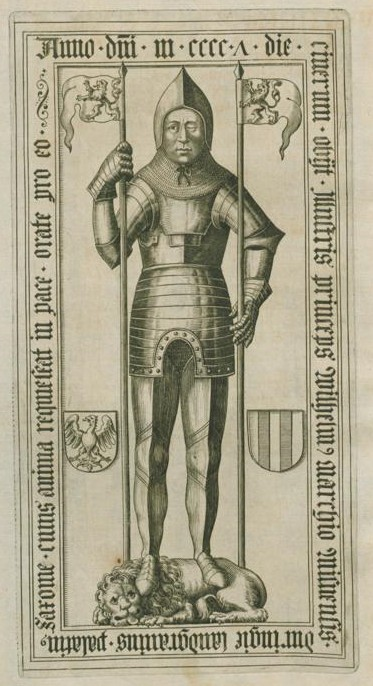
Markgraf Wilhelm I., Patronatsherr der Frauenkirche ab 1404, auf einem Stich aus dem Jahr 1692

Im Jahr 968 wurde das Bistum Meißen gegründet, das dem Erzbistum Magdeburg unterstand. Von Meißen aus begann die Missionierung der im heutigen sächsischen Raum lebenden Sorben. Zu diesem Zweck entwickelte sich bis zum Jahr 1000 eine Kirchenorganisation mit zahlreichen Missionskirchen, die zumeist auf Initiative der Bischöfe, aber auch der Markgrafen entstanden. Es gilt als wahrscheinlich, dass ein Meißner Bischof die Frauenkirche im damaligen Gau Nisan gründete und auch das Patronat über das Gotteshaus besaß. In die Frauenkirche eingepfarrt waren zu Beginn rund 30 rechts- und linkselbisch gelegene sorbische Dörfer, die bis zu zehn Kilometer von der Kirche entfernt lagen. Mit der sorbischen Dorfsiedlung Poppitz besaß die Frauenkirche seit ihrer Gründung zudem ein Dos zur materiellen Ausstattung.

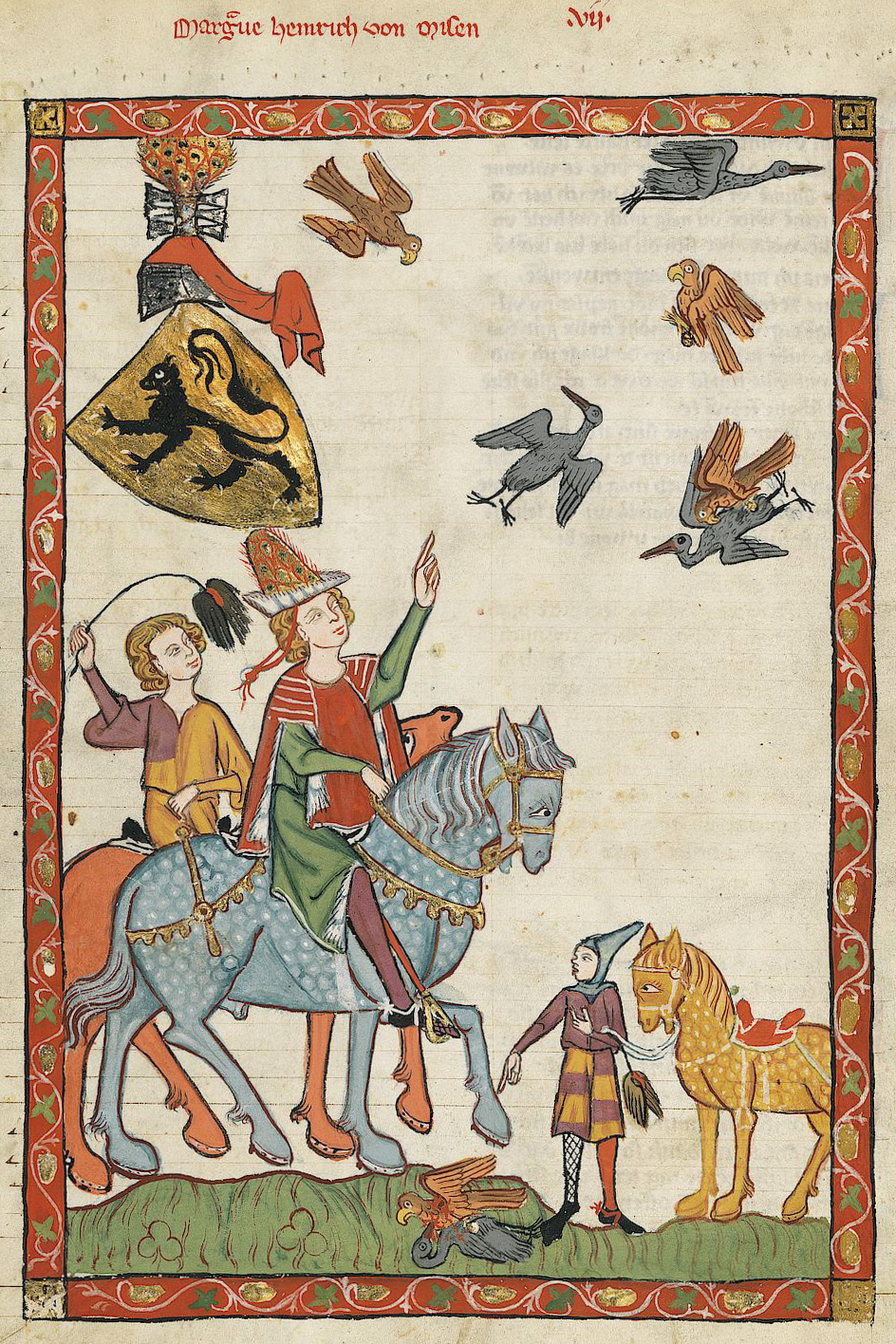
Patronatsherr der Frauenkirche bis kurz vor 1288: Markgraf Heinrich III., Darstellung im Codex Manesse

Die Frauenkirche war als Kirche Unserer Lieben Frauen der Verehrung der Mutter Jesu Maria gewidmet. Da Kirchen im gesamten Mittelalter das Marienpatrozinium verwendeten, lässt sich daraus kein Hinweis auf die Gründungszeit der ersten Frauenkirche ableiten. Die Forschung geht davon aus, dass die erste Frauenkirche zunächst als „Missionsstation ohne festen Sprengel“ bestand und abseits eines Burgwardmittelpunkts lag. Die erste Frauenkirche muss angesichts des Missionsstatus Ende des 10. oder Anfang des 11. Jahrhunderts erbaut worden sein. Bei der Neugestaltung der Kirchendecke um 1580 wurde eine alte Jahreszahl (vermutlich 1020) zur „Fundation“ gefunden und das Alter mit „in die 560. Jahr“ angegeben. Eine Gründung der Kirche (um) 1020 sahen daher Chronisten des 17. und 18. Jahrhunderts als möglich an. Nach der slawischen Überlieferung wurde die wohl noch hölzerne Frauenkirche durch Přibislav (wahrscheinlich der Hofkaplan des böhmischen Herzogs Oldřich) am 8. September, dem Festtag Mariä Geburt, geweiht. Der Archäologe Reinhard Spehr legte das Erbauungsjahr der Frauenkirche auf die Zeit „um 1060“; seine Grabungen im Jahr 1987 auf dem ehemaligen Frauenkirchhof legten Grabreste frei, die vermutlich aus dem 11. oder frühen 12. Jahrhundert stammten und die auf eine zugehörige ältere Kirche schließen lassen. Spätere Ausgrabungen ergaben Funde, die auch in das ausgehende 10. Jahrhundert datiert wurden. Da es von der ersten Frauenkirche keine baulichen Überreste gibt und der Steinbau damals noch weitgehend unbekannt war, wird es sich bei der ersten Frauenkirche um einen Sakralbau aus Holz gehandelt haben.
Im Laufe des 12. Jahrhunderts nahmen Reichtum und Bedeutung der Frauenkirche zu und die umliegenden Siedlungen müssen derart gewachsen sein, dass der Plan einer steinernen Kirche in die Tat umgesetzt wurde. Im Jahr 1987 freigelegte Wandfundamente dieses Baus bestanden aus in Lehm verlegtem Plänerschiefer. Fundamente ausschließlich aus Plänerschiefer wurden in Dresden unter anderem im Bereich der Stadtmauer gefunden und datieren in das letzte Viertel des 12. Jahrhunderts. Kleine Scherbenfunde im Baulehm der Plänermauern, die grob auf das 12. Jahrhundert datiert werden können, deuten auf eine erste steinerne Frauenkirche vor 1170 hin. Sie war vermutlich als dreischiffige Basilika erbaut worden.
Die erste indirekte urkundliche Erwähnung der Frauenkirche stammt aus dem Jahr 1240: Heinrich III. benannte in diesem Jahr den Pfarrer der Parochie Dresden in seiner Urkunde für die Leipziger Katharinenkirche als Zeugen. Die erste direkte schriftliche Nennung der Frauenkirche stammt vom 1. Oktober 1289, als Abt Heydolf vom Kloster Berge vor Magdeburg dem Archidiakon Arnold von Nisan in einem Schriftstück mitteilte, dass er „den Priester Albert von Lobeda […] als Pfarrer in der [Frauen-]Kirche zu Dresden eingesetzt und dessen Gegner Adolf in dieser Kirche Redeverbot auferlegt“ habe.
Das Patronat über die Frauenkirche wechselte bis ins 15. Jahrhundert mehrmals. Bis kurz vor 1288 besaß es Heinrich III.; anschließend ging es an das Klarissenkloster Seußlitz über und kam im Jahr 1316 im Tausch an den Bischof von Meißen Withego II. von Colditz. Im Jahr 1404 erwarb der Markgraf von Meißen Wilhelm I. das Patronatsrecht über die Frauenkirche von Bischof Thimo von Colditz im Tausch gegen das Kirchlehn Ebersbach und die Nikolaikirche in Freiberg.

### Der Bau der Frauenkirche im 14.Jahrhundert

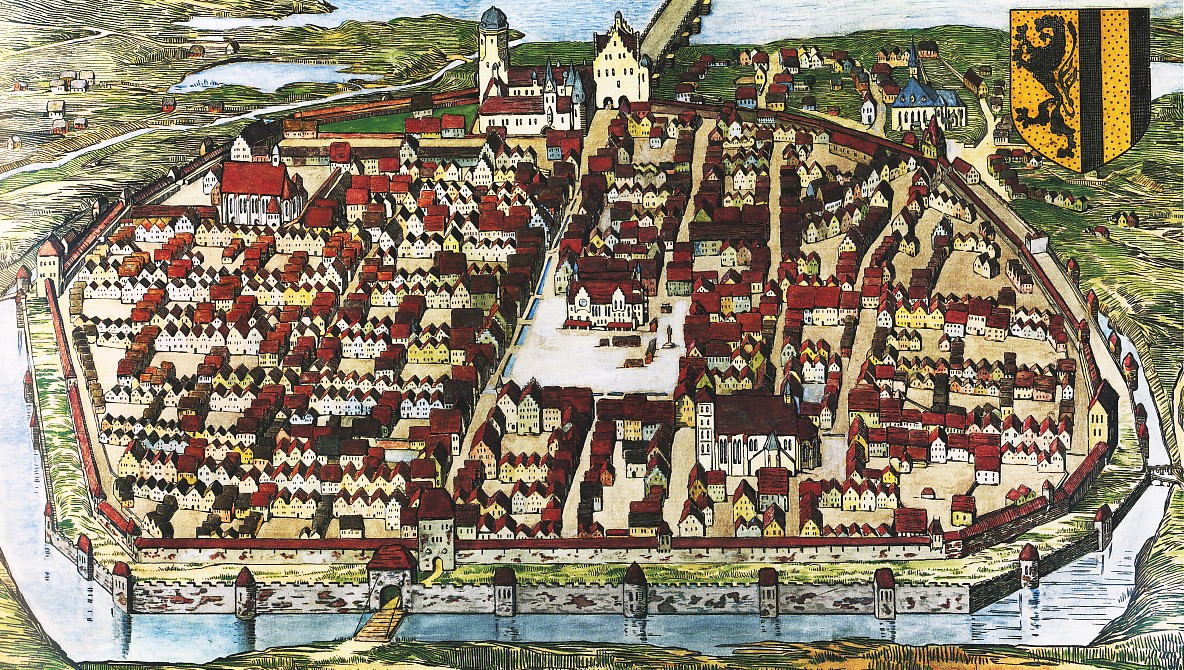
Die alte Frauenkirche nordöstlich außerhalb der Stadtmauern auf einer Zeichnung nach dem Holzmodell des Holländers Max Stam von 1521: Dresden vor Beginn der Remparierung ab 1519

Der Neubau der Frauenkirche entstand im 14. Jahrhundert. Er „war um den romanischen Vorgänger herumgebaut worden, umgab diesen also wie eine Glocke“. Ob sich eine aus dem Jahr 1388 überlieferte Kirchweihe der Frauenkirche auf die Weihe des Neubaus bezieht, ist ungewiss, jedoch „durchaus nicht unwahrscheinlich“, da Grabungsbefunde auf einen Bau aus dem späten 14. Jahrhundert hinweisen. Der Neubau war eine flachgedeckte Hallenkirche mit zwei Seitenschiffen. Die Grundform dieses Langhauses war dabei wie die des Vorgängerbaus fast quadratisch. Im Jahr 1395 wurde der Kirche ein Altar gestiftet, kleinere Umbauten sind für das Jahr 1452 überliefert.
Wann die Kirche ihren Sakristei-Anbau erhielt, ist nicht bekannt. Im Jahr 1468 fertigte Steinmetz Paul ein Fenster und einen Schlussstein für die Sakristei; sie erhielt eine neue Tür und wurde wahrscheinlich 1469 gewölbt. Ob dies im Zuge des Baus der Sakristei geschah, ist nicht eindeutig nachweisbar, auch wenn der Kunsthistoriker Heinrich Magirius die Arbeiten „im Zusammenhang mit dem Bau einer Sakristei“ sieht.
Von 1470 bis 1483 wurde die Frauenkirche im Stil der Spätgotik neu gestaltet. Von 1470 bis 1472 erhielten Kirche und Sakristei Dächer; schon zu dieser Zeit besaß die Kirche ein Türmchen. Von 1477 bis 1483 wurde an die Frauenkirche ein Langchor angebaut, mit dem sie eine Gesamtlänge von 38 Metern erreichte. Der Chor wurde im Volksmund bald „der hohe Chor“ genannt und war gewölbt. Der Kunsthistoriker Cornelius Gurlitt vermutete, dass der neue spätgotische Chor einen älteren ersetzte; dieser Ansicht folgte auch Magirius. Zeugnisse über einen Vorgängerchor liegen jedoch nicht vor. In die Zeit des Chorbaus fallen vermutlich der Anbau einer Nebenkapelle und womöglich der Neubau der Sakristei. Am 6. November 1483 wurde in der Frauenkirche der neue Hauptaltar geweiht, der im gerade vollendeten Langchor aufgestellt wurde.
1497 erhielt die Frauenkirche einen neuen Dachreiter, den Caspar Beyer fertigte; zwei Jahre später wurde auf dem Turm eine neue Spindel auf goldenem Knopf angebracht. Die Frauenkirche hatte das Aussehen erhalten, das in Stichen des 18. Jahrhunderts überliefert ist, und bot durch ihren mittigen Dachreiter und die abgewalmten Dächer das Erscheinungsbild „eines zentralisierenden Baues mit östlich angefügtem Langchor“.

### Die Entwicklung im 16.und 17.Jahrhundert

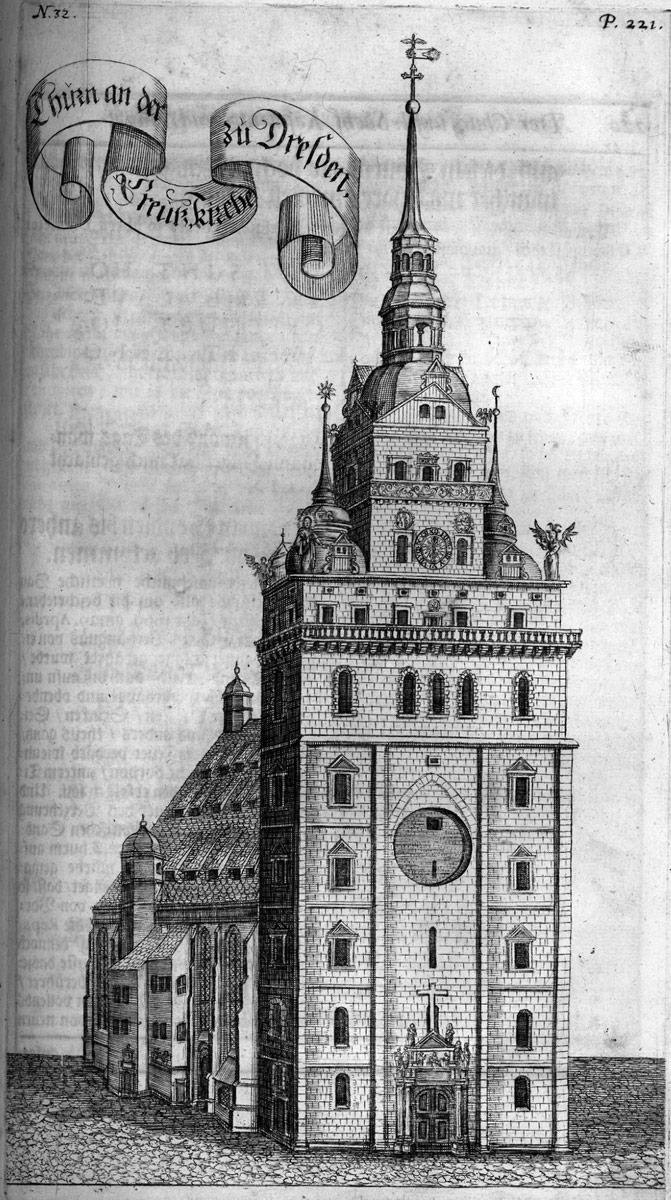
Die Kreuzkirche löste die Frauenkirche nach der Reformation 1539 als Hauptkirche der Stadt Dresden ab; Stich von Anton Weck aus dem Jahr 1680

Im Jahr 1539 verstarb der antilutherische sächsische Herzog Georg der Bärtige. Sein Nachfolger, der lutherisch gesinnte Heinrich, führte noch im selben Jahr den Protestantismus in Sachsen ein. Dies bedeutete für die Frauenkirche einen markanten Wendepunkt. Schon im 12. Jahrhundert war unweit von ihr die Nikolaikirche erbaut worden, die 1388 als Kreuzkirche neu geweiht wurde. Sie hatte sich in der Folge zu einer Konkurrentin um den Status der Hauptkirche der Stadt Dresden entwickelt, war nach einem Brand erst 1499 neu errichtet worden und innerhalb der Stadtmauern gelegen. Dennoch hatte die außerhalb der Stadtmauern gelegene Frauenkirche ihren Status als Mutter- und Hauptkirche bis ins 16. Jahrhundert behalten. Mit Einführung der Reformation 1539 endete dies. In der Frauenkirche wurde der Gottesdienst eingestellt und ausschließlich in der Kreuzkirche abgehalten. Offenbar nahm der Rat der Stadt Dresden an, die Gottesdienste in einer Stadtkirche abhalten zu können, ungeachtet dessen, dass damals 26 umliegende Dörfer in die Frauenkirche eingepfarrt waren. Den Kirchenschmuck der Frauenkirche erwarben in der Folgezeit die Annaberger und nachmaligen Dresdner Münzmeister. Es wurden die Altäre entfernt und die Glocken eingeschmolzen. Die Kirche stand zunächst leer, diente aber weiterhin als Begräbnisstätte.
Bereits 1520 war unter Georg dem Bärtigen begonnen worden, Festungswerke um die Siedlung mit der Frauenkirche zu errichten. Die alte Stadtmauer blieb jedoch bestehen. Erst 1546 begann unter Caspar Vogt von Wierandt der Bau der Dresdner Befestigungsanlagen, der 1556 abgeschlossen war. Die Frauenkirche war dadurch optisch in die Stadt Dresden einbezogen; der vor ihr zur Innenstadt hin entstandene Neumarkt entwickelte sich zu einem Ort regen Baugeschehens. Unweit der Frauenkirche und ihres Friedhofs entstanden die Münze (1556), das Zeughaus mit Gieß- und Salzhaus (1559–1563) und der das Stadtbild prägende Pulverturm (1565).

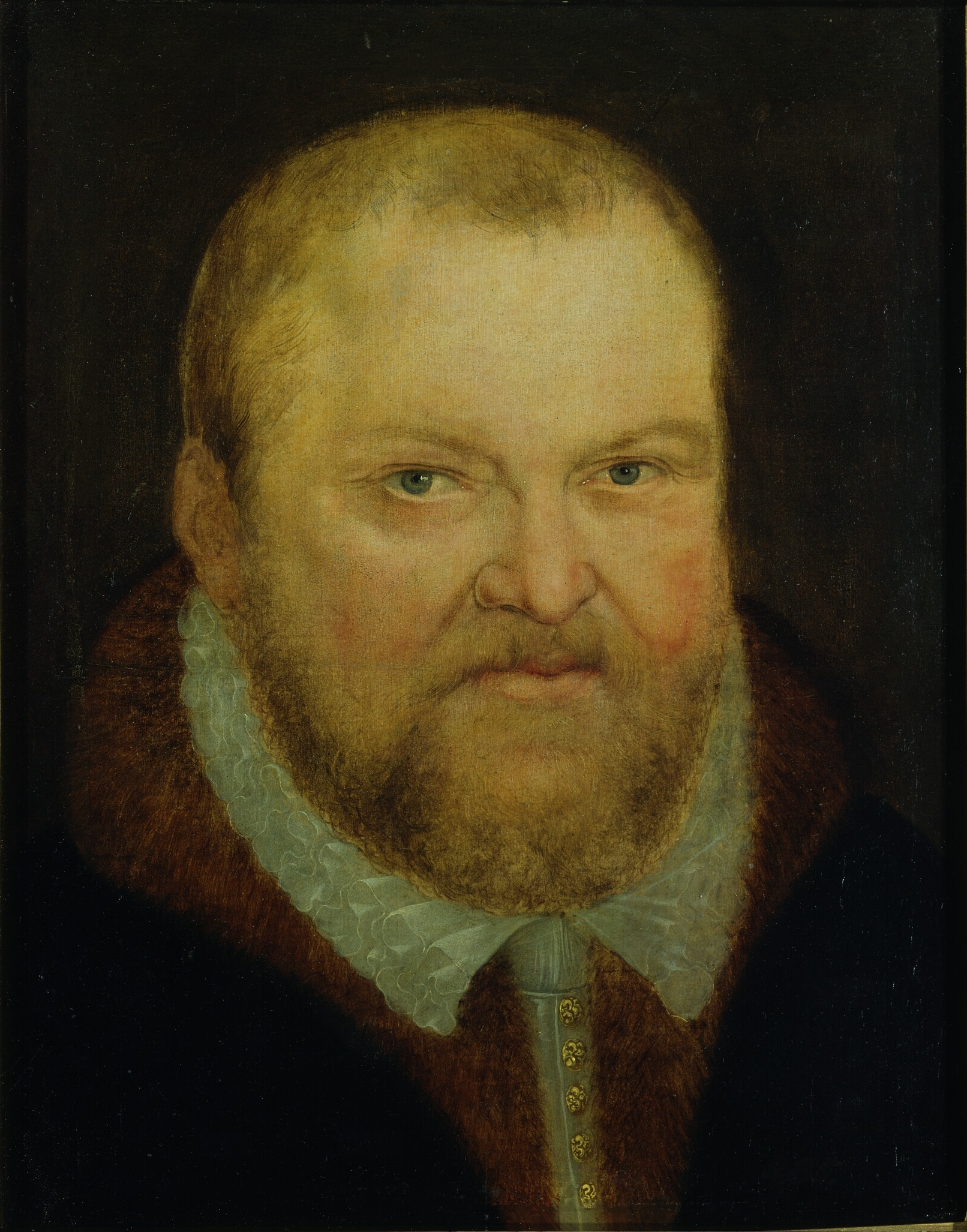
Kurfürst August (Darstellung um 1550 von Lucas Cranach d. J.) schenkte der Frauenkirche 1556 neue Glocken

Dresden war zu dieser Zeit eine stetig wachsende Stadt. Spätestens in den 1550er-Jahren wurde deutlich, dass die Kreuzkirche bei Gottesdiensten nicht groß genug war, um sowohl die Stadtbevölkerung als auch die Bewohner der eingepfarrten Dörfer zu fassen. Der Rat der Stadt beschloss daher, die Frauenkirche wieder für Gottesdienste zu öffnen. Sie war durch die fehlende Nutzung seit 1539 weiter verfallen und musste daher ab 1556 hergerichtet werden: 1556 wurde die Decke des Langhauses abgebrochen und im Folgejahr durch eine Felderdecke ersetzt, die bald darauf eine Ausmalung mit biblischen Darstellungen erhielt. Die neuen zweigeschossigen Emporen im Langhaus bekamen einen weiß-aschefarbenen Anstrich; der Kirchinnenraum wurde getüncht und das Gestühl erneuert. Hans Walther II schuf von 1556 bis 1557 eine neue Kanzel, die als „Spitzenwerk der Renaissance“ gilt. Kurfürst August schenkte der Frauenkirche 1556 drei Glocken des säkularisierten Zisterzienserklosters Altzella. Im Jahr 1559 erhielt die Kirche eine neue Steer-Orgel und wurde schließlich im selben Jahr um Judica dem Gottesdienst übergeben.
Die Frauenkirche war als Stadtkirche Gottesdienststätte für 26 nach Dresden eingepfarrte Dörfer. Taufen durften ausschließlich in der Kreuzkirche vollzogen werden, die seit der Reformation die Hauptkirche Dresdens war. Beerdigungen fanden in der Frauenkirche und auf dem Frauenkirchhof statt. Letzterer hatte sich zu einem gefragten Bestattungsort des Bürgertums und Adels entwickelt, nachdem 1565 der Bau von insgesamt 112 exklusiven Erbbegräbnisstätten, sogenannten Schwibbögen, beendet worden war.

### Verfall und Abriss bis 1727

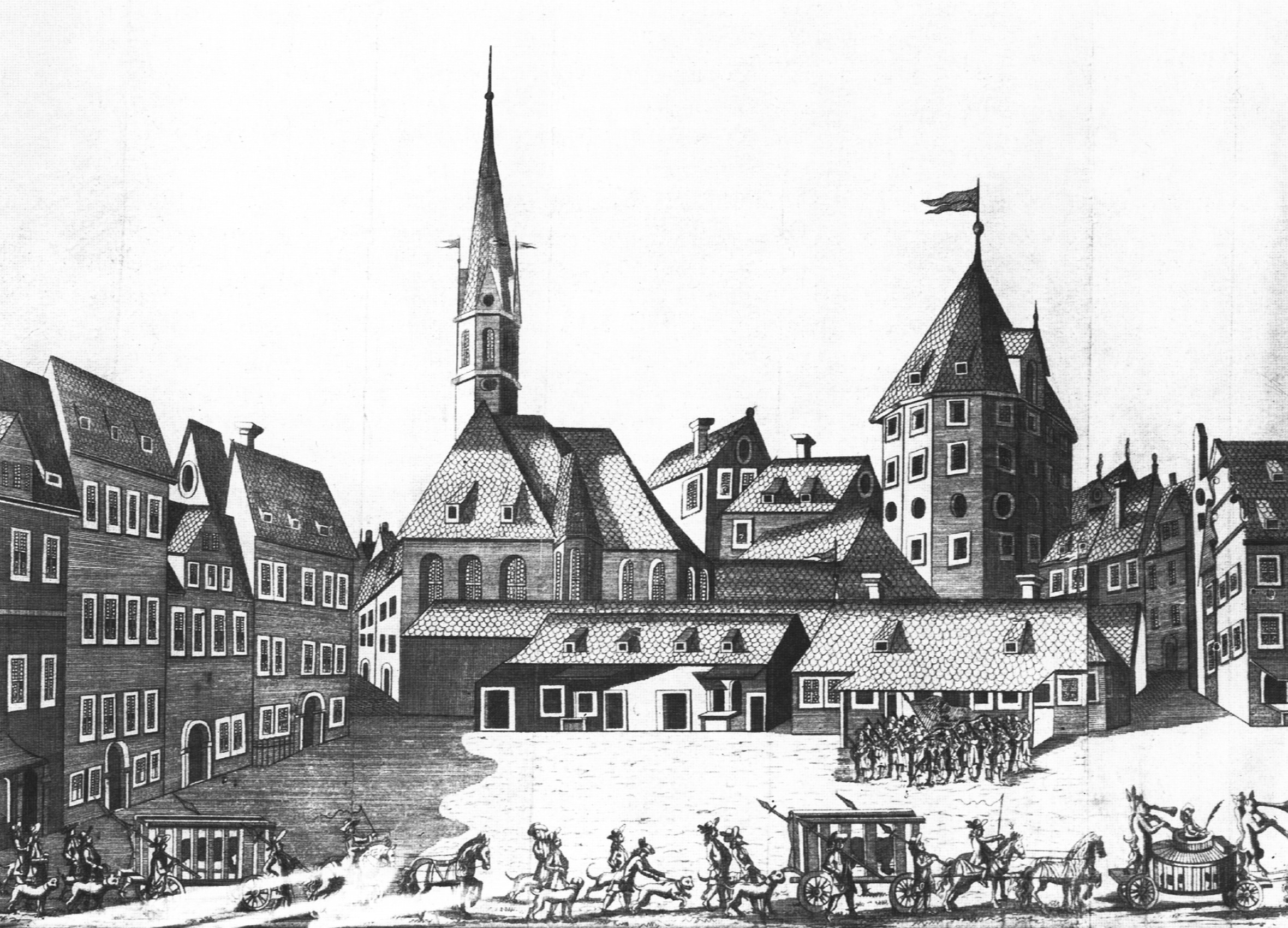
Die Frauenkirche (links) im Jahr 1678 neben dem Pulverturm (rechts) vom Neumarkt aus gesehen; Ausschnitt aus einem Kupferstich von Gabriel Tzschimmer

Bereits im 16. Jahrhundert war das Viertel um die Frauenkirche durch den Stallhof und das Gewandhaus aufgewertet worden. Das Neumarkt-Viertel hatte Anfang des 18. Jahrhunderts nicht zuletzt durch die rege Bautätigkeit des Adels – Hôtel de Saxe (1709), Palais Brühl (1712), Palais Flemming-Sulkowski (1714) – weiter an Bedeutung gewonnen. Die Frauenkirche war seit dem 15. Jahrhundert äußerlich unverändert geblieben; der Verfall der mittelalterlichen Bausubstanz konnte spätestens im 17. Jahrhundert nicht mehr aufgehalten werden. Seit 1714 drängte zudem Friedrich August I. darauf, den als unhygienisch empfundenen Frauenkirchhof zu säkularisieren und eine neue, repräsentative Kirche anstelle der verfallenen alten Frauenkirche zu errichten. Einer Auflösung des Kirchhofs standen sowohl das Oberkonsistorium als auch die Dresdner Bürger ablehnend gegenüber, die seit Generationen ihre Toten hier beerdigten. Auf Weisung des Kurfürsten wurde der Kirchhof 1715 stillgelegt und für den Bau eines neuen Regimentshauses verkleinert.

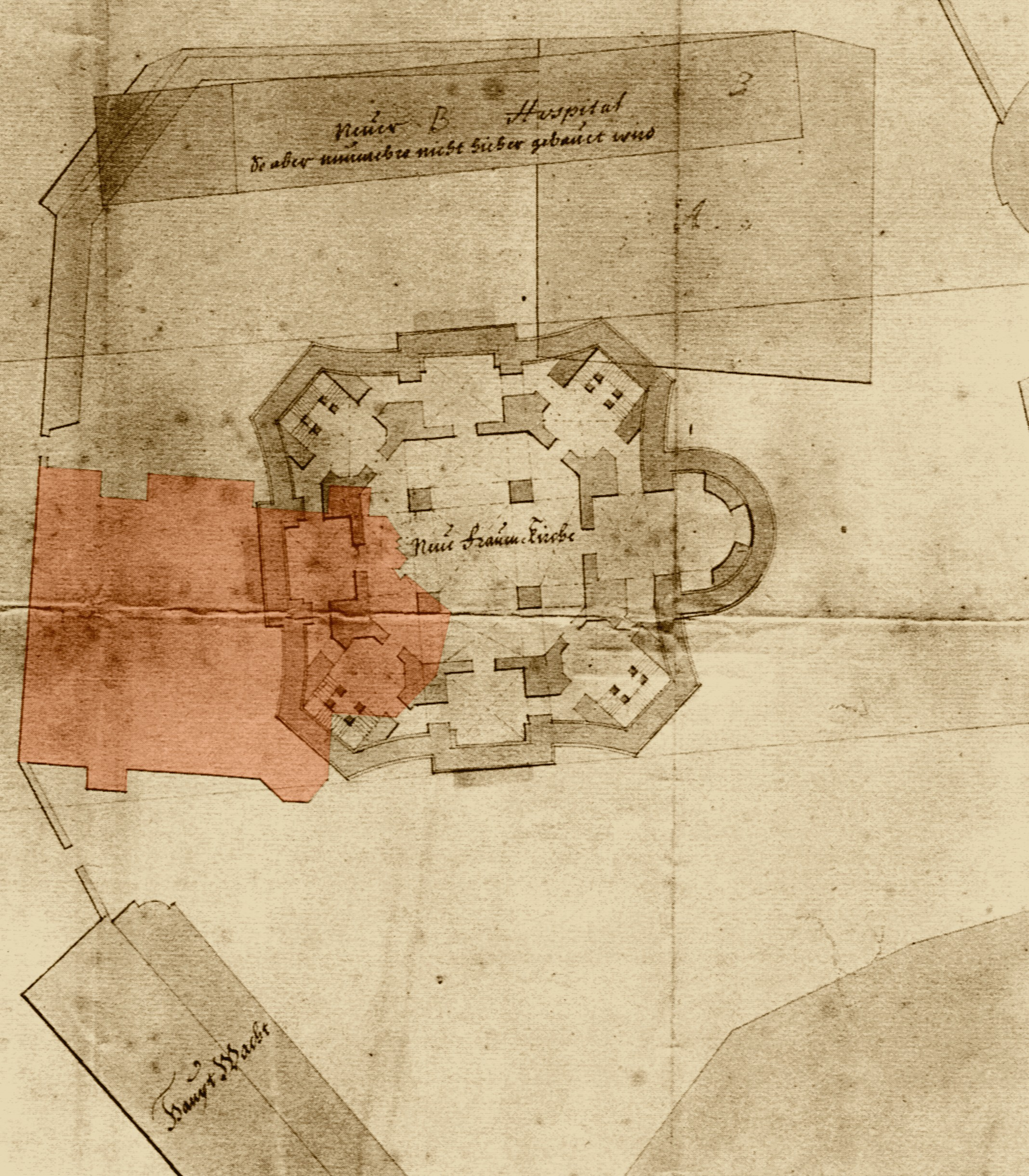
Lageplanentwurf der neuen Frauenkirche über dem Grundriss der alten (nachträglich rot hervorgehoben), nordöstlich das Maternihospital, im Süden die neue Hauptwache; Projektzeichnung vermutlich von George Bähr, um 1725

Seit spätestens 1722 musste sich der Rat der Stadt Dresden mit Planungen für einen Kirchenneubau befassen. Aus der großen Frauenkirchenglocke war 1721 der Klöppel gefallen und hatte das Dach der Kirche stark beschädigt. Zudem hatten sich Risse im Mauerwerk gebildet. Der Zustand der Kirche war so desolat, dass 1722 das Rippengewölbe im Chor und der Dachreiter abgetragen werden mussten. Die Glocken wurden in einem neu errichteten Interimsglockenturm nördlich der Kirche aufgehängt.
Für einen Neubau musste zunächst der Baugrund geschaffen werden. Der Frauenkirchhof war mit Gräbern überbelegt; hinzu kamen über 100 massive Schwibbögen an Kirche und Kirchhofsmauer. Im Juli 1724 begannen Handlanger Grabsteine vom Friedhof zu entfernen und die Schwibbögen abzubrechen; diese Arbeiten dauerten bis 1727 an. Das Oberkonsistorium ordnete an, dass die Bürger für eine Umbettung ihrer Toten sorgen dürften. War dies nicht möglich, sorgte der Rat der Stadt für eine Umbettung auf den Johanniskirchhof.
Im Januar 1725 drohte die weiterhin für Gottesdienste genutzte Frauenkirche in sich zusammenzufallen. Die Risse im Mauerwerk hatten sich seit 1721 stark vermehrt. Bis Mai 1725 wurden Gerüste und Holzstützen im Inneren errichtet; gleichzeitig wurden die Außenmauern durch Stützen gefestigt, die trotz Anwohnerprotesten an gegenüberstehenden Häusern angebracht wurden. Ab 1725 diente der Frauenkirchhof als Lagerstätte für Baumaterialien der neuen Kirche.

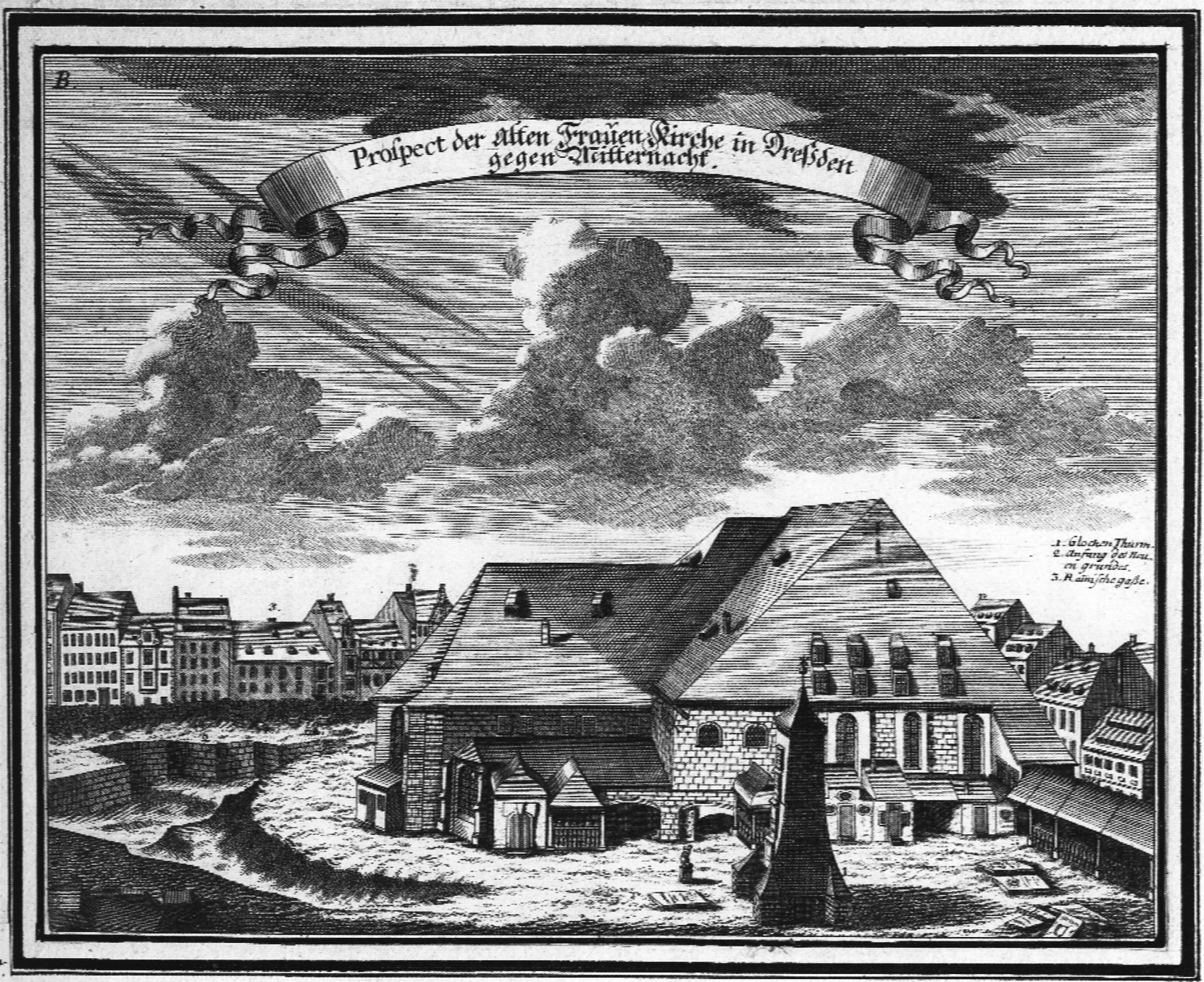
Die alte Frauenkirche bereits ohne Dachreiter, links die Baugrube der neuen Frauenkirche; Stich von Moritz Bodenehr (1728)

Die Bodenarbeiten für die neue Frauenkirche begannen zwischen Maternihospital und dem Langchor der Frauenkirche, die so weiterhin für Gottesdienste genutzt werden konnte. Tag des offiziellen Baubeginns für die neue Frauenkirche war der 3. Juli 1726; die Grundsteinlegung erfolgte am 26. August 1726 und wurde von einem Gottesdienst in der alten Frauenkirche begleitet. Erst Ende 1726 waren die Bauarbeiten an der neuen Kirche so weit fortgeschritten, dass die alte Kirche den Weiterbau behinderte. Bauschreiber Oderich, Baumeister Johann Gottfried Fehre und George Bähr erstatteten dem Rat der Stadt daher Bericht, dass mit dem Abriss der alten Kirche begonnen werden müsse, „da sämbtliche Grundtlinien [des Neubaus] durch das Schiff und Haupt-Mauern der alten Kirche [gehen]“. Der Rat der Stadt wiederum richtete am 14. Dezember 1726 ein Gesuch an Kurfürst Friedrich August I., dass der alte Kirchenbau bis Frühjahr 1727 abgerissen werden müsse, um den Weiterbau der neuen Kirche nicht zu gefährden. Mit der Zustimmung folgte die Anweisung des Kurfürsten, den Gottesdienst aus der alten Frauenkirche in die Sophienkirche zu verlegen.
Am 9. Februar 1727 wurde in der alten Frauenkirche der letzte Gottesdienst abgehalten. Am 15. Februar 1727 begann offiziell der Abbruch der Kirche. Die Orgel und das Gestühl wurden ausgebaut und der Hauptaltar in die Annenkirche gebracht. An der Außenmauer der Kirche befanden sich zu dem Zeitpunkt noch so viele Grabdenkmäler, dass die Transportrechnungen von Februar 1727 „30 Fuhren Epitaphia von der Kirche vor das Wilsdruffer Thor“ verzeichnen. Bis Ende April 1727 wurde die Kirche abgedeckt und abgetragen. Nur die Westwand wie die unmittelbar anschließende Kirchhofsmauer blieben zunächst „wahrscheinlich als Abgrenzung und Schutz der Baustelle“ erhalten. Sie wurden schließlich im August abgetragen – der Abriss der alten Frauenkirche war damit bis auf die Fundamente beendet.

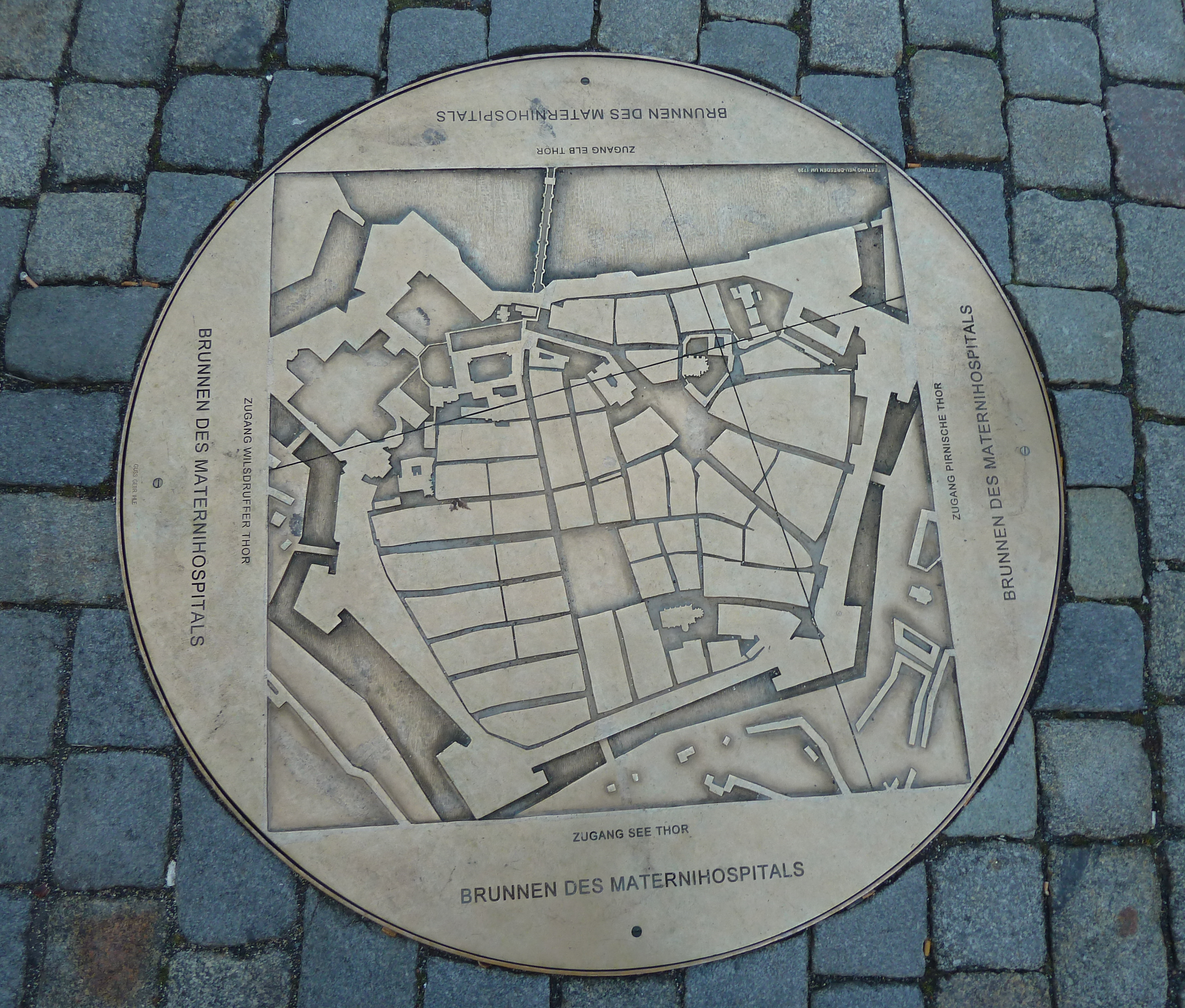
Bronzeplatte am Ort des Brunnens des Maternihospitals: Der Schnittpunkt der beiden Geraden bezeichnet die Lage des Brunnens, direkt südwestlich davon befand sich die gotische Frauenkirche.

Die heutige Frauenkirche nimmt den Chor der alten Frauenkirche ein. Das Kirchenschiff der alten Kirche ist nicht überbaut. Die Kennzeichnung des Brunnens des Maternihospitals mit einer im Pflaster eingelassenen Bronzeplatte erlaubt im Zusammenspiel mit dem heutigen Kirchenbau eine Orientierung, wo sich die alte Kirche befand.

## Baubeschreibung

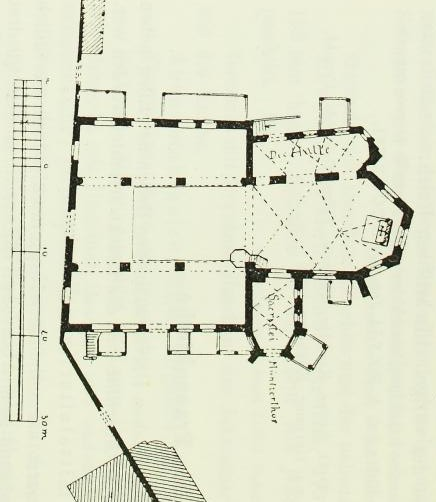
Grundriss der Frauenkirche um 1700; Rekonstruktion von Cornelius Gurlitt

Das Langhaus der alten Frauenkirche war mit einer äußeren Breite von 25,40 Metern und einer Länge von 23 Metern größer als der romanische Vorgängerbau. Überlieferte Grundrisse zeigen, dass die Umfassungsmauern des Langhauses nicht parallel lagen, sondern verschoben waren.
An das Langhaus wurde in späterer Zeit ein Langchor angebaut, der die Breite des Mittelschiffs hatte. Er schloss in drei Seiten des Achtecks ab. Nördlich des Chores befand sich eine Nebenkapelle, die ebenso wie der Chor polygonal abschloss; südlich des Chores im Anschluss an das Nebenschiff des Langhauses lag ein doppelgeschossiger Anbau, der ebenfalls polygonal abschloss. Er diente als Sakristei.
Die Dächer der Kirche waren ungewöhnlich: Der First des hohen Langhaus-Walmdaches verlief nicht in West-Ost-Richtung, wie es bei Kirchen des Mittelalters üblich war, sondern in Süd-Nord-Richtung. Die Dachstuhlfirste von Chor und Sakristei waren niedriger als der des Langhauses, wobei das Satteldach des Chors nicht am Walm des Langhauses anschloss, sondern an einen quer zum Hauptdach verlaufenden Walm, der niedriger als der des Langhauses, jedoch deutlich höher als der der Nebengebäude war. Es ist anzunehmen, dass der Dachreiter mittig auf dem First des Langhausdaches gesessen hat, so muss das „zusätzliche Dach“ südlicher gelegen haben, also weder in direkter Verbindung mit der Chorachse noch in direkter Verbindung mit dem südlichen Seitenschiff. Magirius vermutete, dass das Dach einen Teil des Sakristeianbaus bzw. des Langchores überdeckte, bezeichnete die mehrfach überlieferte Dachdarstellung aber trotzdem als „merkwürdig“ und „eigenartig“.

### Das Langhaus

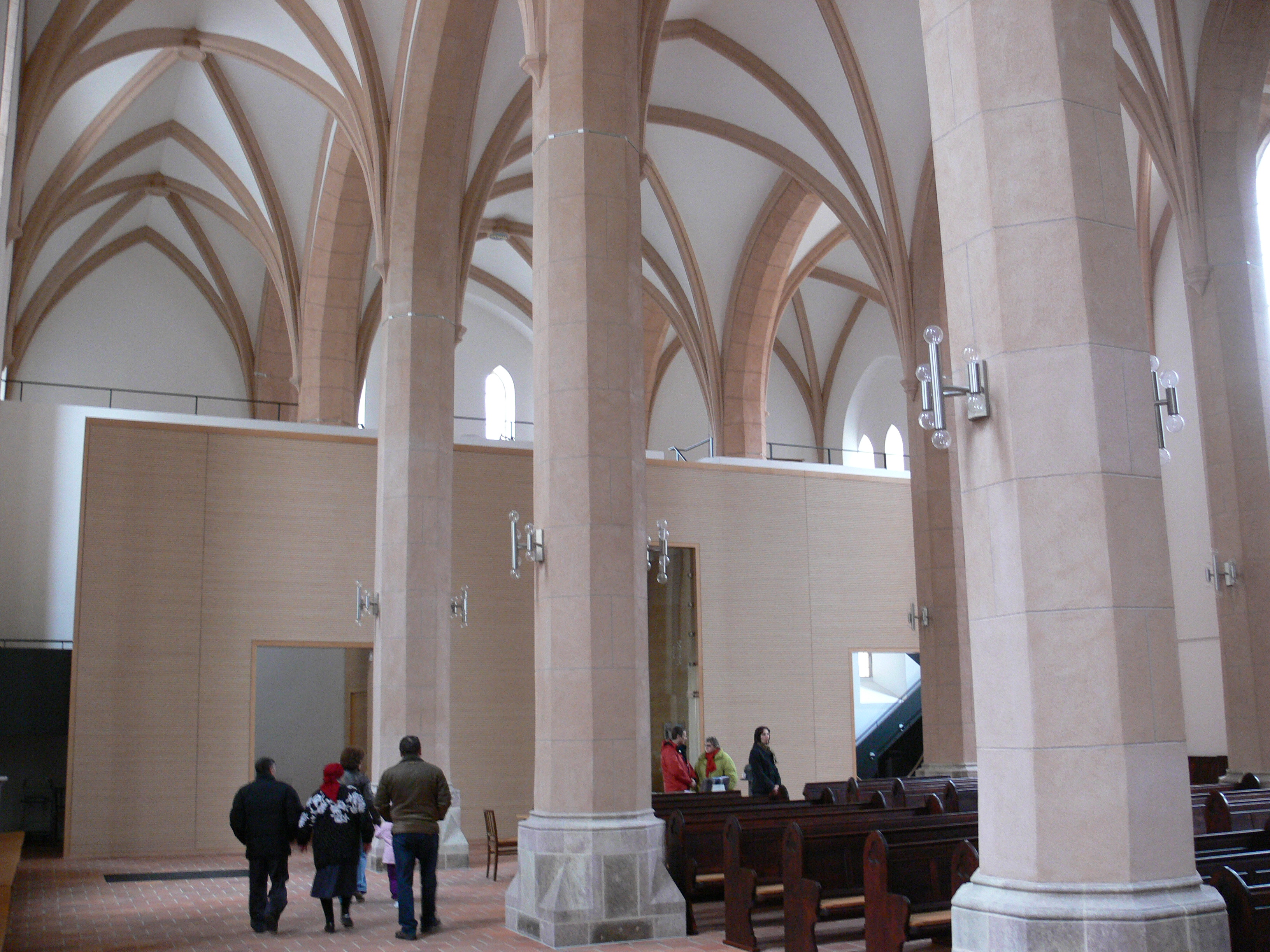
Ein möglicher Pfeileraufbau der Frauenkirche: Quadratischer Sockel mit achteckigem Pfeiler; Jakobikirche, Chemnitz

Cornelius Gurlitt schrieb noch 1902, dass das Langhaus „wohl romanischen Ursprungs“ gewesen ist; erst Grabungen aus dem Jahr 1987 ergaben, dass die Kirche im 14. Jahrhundert um die Grundmauern des romanischen Vorgängerbaus errichtet wurde.
Der Innenraum des dreischiffigen Langhauses war 23 Meter breit und 20 Meter lang. Beide Seitenschiffe waren vom Hauptschiff durch je drei Arkadenbögen abgeteilt, die auf zwei Pfeilern standen. Am westlichen und östlichen Ende ruhten die Arkaden auf Vorlagen. Die Pfeiler waren den überlieferten Grundrissen nach rechteckig. Es hat sich jedoch ein halbes Werkstück eines Achteckpfeilers erhalten, sodass die Grundrisszeichnungen möglicherweise nur die Sockelform der Pfeiler darstellen. Derartige Pfeilerformationen sind in Sachsen aus der Zeit um 1400 zum Beispiel in der Jakobikirche in Chemnitz und der Frauenkirche in Meißen überliefert.
Das Langhaus war im Inneren ungewölbt, da keine Strebepfeiler existierten, war eine Einwölbung wohl nicht geplant. Das Langhaus hatte stattdessen 1557 eine Felderdecke erhalten, die bemalt war und Spalten besaß, durch die Gottesdienstbesucher bei Überfüllung auch auf dem Dachboden dem Gottesdienst folgen konnten.
Das Langhaus wurde im Süden durch fünf Korbbogenfenster erhellt, die Magirius als nachmittelalterlich einschätzte. Im Norden lagen drei stilistisch gleiche Fenster. Der Zugang zum Langhaus erfolgte über drei Portale: Auf der Südseite der Kirche führte ein Spitzbogenportal vom Kirchhof in den Hauptbau, ein weiteres Tor gab es auf der Nordseite der Kirche sowie ein drittes von der westlichen Straßenseite.
Nordwestlich der Hallenkirche schloss sich ein Treppenhaus an. Über die Nebenkapelle, die sich östlich am nördlichen Seitenschiff anschloss, ist hingegen kaum etwas bekannt, zumal sich eine bildliche Darstellung der Nordseite der Kirche und überlieferte Grundrisse des Baus widersprechen. Magirius vermutete, dass die Nebenkapelle „kaum älter [gewesen] sein dürfte als der spätgotische Langchor“.

### Der Langchor
Östlich der Hallenkirche schloss sich eine spätgotische Choranlage an, die die Breite des Langhausmittelschiffs besaß. Ihr Bau begann einer Inschrift am Chor zufolge im Jahr 1477 und wurde im Jahr 1483 fertiggestellt. Vor 1596 wurde der Chor gewölbt und ausgemalt. Er war 15 Meter lang, sodass die Kirche durch ihn eine Gesamtlänge von rund 38 Metern erhielt. Die Grundform des Chors war nach den Bährschen Zeichnungen unregelmäßig, bei Johann Gottfried Michaelis jedoch regelmäßig. Gurlitt schätzte ein, dass die Bährsche Darstellung richtiger sein dürfte.
Gurlitt spekulierte, dass der neue Chor eine ältere Choranlage ersetzte. Magirius verwies mit Hinblick auf das ungewöhnliche zusätzliche Dach zwischen Hauptdach und Chorverdachung darauf, dass der Langchor möglicherweise an einen älteren und deutlich kürzeren Chor angebaut wurde. Das Dachtragwerk entstand nach überlieferten Baurechnungen bereits im Jahr 1472, sodass eine ältere Choranlage nicht unwahrscheinlich ist.
Der Langchor hatte dreibahnige Spitzbogenfenster. Er wurde vom Kirchhof über ein kleines Spitzbogenportal an der Südseite betreten; ebenfalls an der Südseite, jedoch weiter westlich als der Zugang vom Kirchhof, befand sich der Zugang zur Sakristei. An dieser Stelle lag die Kanzel, die direkt aus der Sakristei über eine Treppe betreten werden konnte. Im Langchor fand der Hauptaltar der Kirche Aufstellung.
Verschiedene Werkstücke des spätgotischen Chors wurden für den Bährschen Neubau wiederverwendet und bei der Enttrümmerung der Frauenkirche im Jahr 1993 geborgen.

### Der Sakristei-Anbau
Der Sakristei-Anbau lag an der Ostseite des südlichen Seitenschiffs und der Südseite des Chores. Er besaß zwei Geschosse. Im Erdgeschoss befanden sich wie im Rest der Kirche Grabstätten, und das kirchliche Ornat lagerte hier. Die erste Etage wurde von Beerdigungsgesellschaften und Innungen zur Lagerung der Leichentücher und Gerätschaften genutzt.
Überliefert ist, dass die Sakristei im Jahr 1468 eine neue Tür erhielt. Ob es sich beim sogenannten „Münzertor“ um die Sakristeitür oder das große Langhaustor an der Südseite handelte, ist ungewiss. Das Münzertor war von der kurfürstlichen Münzergesellschaft gestiftet worden und trug ihr Wappen. Die Münzergesellschaft hatte zudem einen Grabplatz an der Sakristei erhalten und stiftete der Kirche ein überlebensgroßes Steinkruzifix, das an einem Pfeiler des Sakristeibaus angebracht wurde. Drei Teile des Rumpfes der Christusfigur wurden 1994 bei der Enttrümmerung der Frauenkirche gefunden.
Im Jahr 1468 fertigte Steinmetz Paul ein neues Fenster und einen Schlussstein für die Sakristei. Im folgenden Jahr wurde sie durch einen Meister Thomas gewölbt. Größere Gewölbe wahrscheinlich für die Sakristei fertigte Meister Claus im Jahr 1470.
Ein Meister Claus war in den 1480er- und 1490er-Jahren für die Bischöfe von Meißen unter anderem an der Albrechtsburg tätig. Die Annahme einer Identität dieses Meisters Claus mit dem an der Frauenkirche beschäftigten Baumeister hält Magirius für „verlockend“. Die Obergeschossfenster des Anbaus besaßen Vorhangbögen und die Strebepfeiler des Anbaus geschweifte Abdeckungen. Magirius sah darin Elemente, „die eine stilistische Herkunft aus dem Umkreis der Albrechtsburg Arnolds von Westfalen verraten, einem Bau, der seit 1471 im Gange war.“ Eine stilistische Abhängigkeit der Sakristei von der Albrechtsburg hieße, dass die Sakristei nicht früher als 1471 entstanden sein kann. Magirius vermutete daher, dass die in Quellen aus den 1460er-Jahren überlieferte Sakristei ein älterer, bescheidenerer Bau war, der mit dem zusätzlichen Dach im Westen des Langchores in Verbindung steht. Er datierte den möglichen Nachfolgebau auf „aus der Zeit um 1500“ und damit als jünger als der Langchor. Dieser weist keine stilistischen Ähnlichkeiten mit der Sakristei auf, was durch die frühere Entstehungszeit zu erklären wäre.
Noch im Jahr 1703 wurde die Sakristei erneuert: die Fenster erweitert und eine neue Tür „zu besserer Bequemligkeit derer Herren Geistlichen“ zum Kirchhof hin ausgebrochen.

## Ausstattung

### Altäre

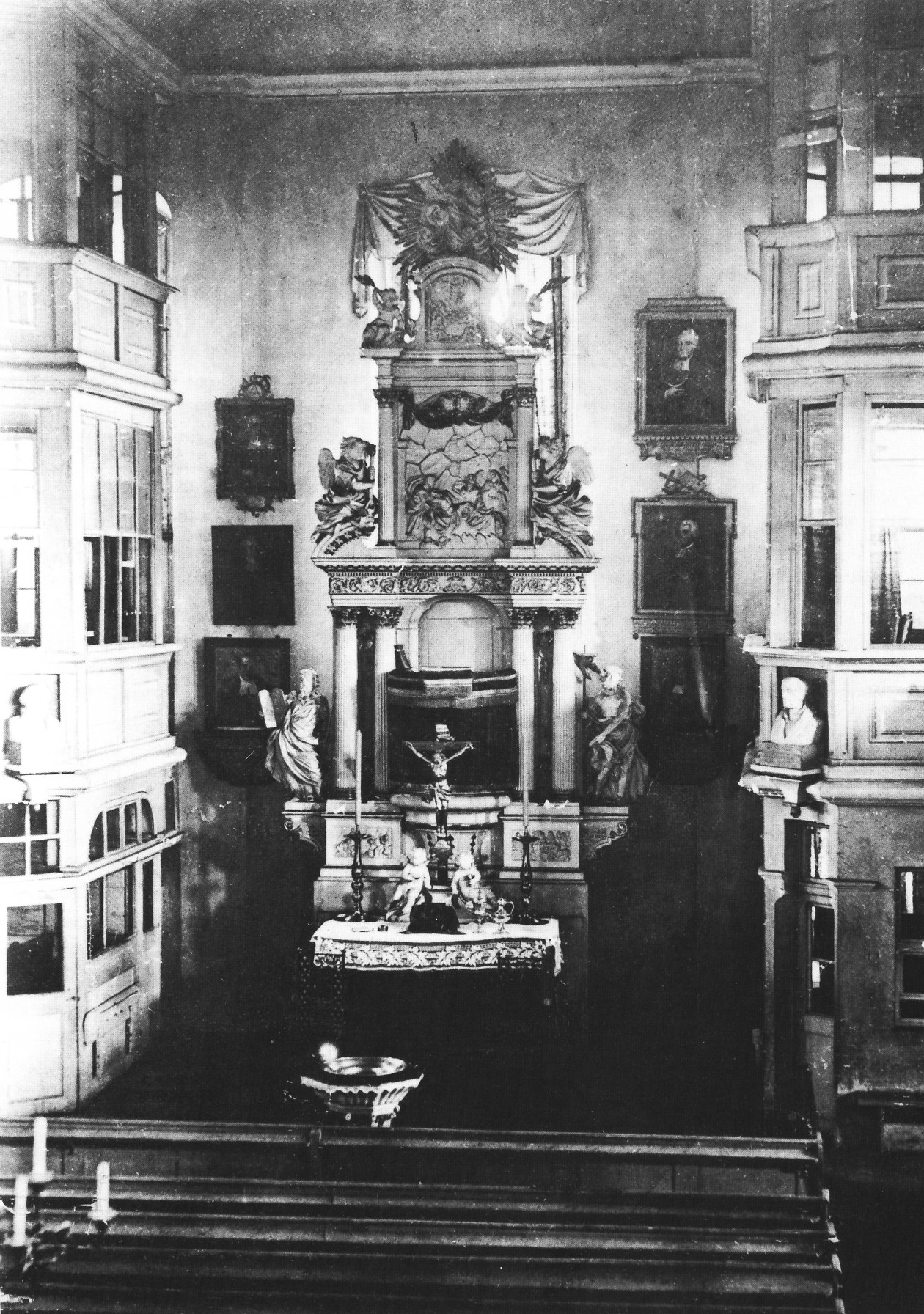
Der veränderte Altar der Frauenkirche in der Matthäuskirche; Fotografie vor 1882

Im Jahr 1366 stiftete Hans Münzmeister der Kirche einen Michaelisaltar, der 1395 und 1459 erneute Bewidmungen erfuhr. Für das Jahr 1394 wird ein weiterer Altar erwähnt, der der Dreifaltigkeit geweiht war. Im Jahr 1395 stattete Markgraf Wilhelm von Meißen einen Altar aus, der den Aposteln Philippus und Jakobus „und aller zwelff Boten“ geweiht war. Zu dieser Zeit besaß die Frauenkirche sieben Altäre, darunter einen in der Kapelle des „Beinhauses“ auf dem Frauenkirchhof. Ein neuer Hauptaltar der Kirche stammte aus dem Jahr 1483, die Altarweihe fand am 6. November 1483 durch Weihbischof Andreas von Cerigo statt. Die Existenz eines weiteren, ebenfalls von Andreas von Cerigo geweihten Altars der Kirche ist für das Jahr 1489 überliefert. Möglicherweise war er in der Seitenkapelle aufgestellt.
Den letzten Hauptaltar der Kirche stifteten 1584 die Brüder Heinrich und Adolf von Krosigk. Er war zugleich das Epitaph für ihren 1581 verstorbenen Bruder, Hofmarschall Hans Georg. Der Altar war aus weißem Pirnaer Sandstein gefertigt und trug neben der Gedächtnisschrift für den Toten die Aufschrift: „Mit göttlicher Gnade anno 1584 an unsers Herrn Christ Himmelfarth ist dieser Altar durch mich Christoph Walther von Breslaw, Bildhauer und Borger allhier, verfertigt worden, seines Alters 50 Jahr.“
Im unteren Bereich des Altars war eine Abendmahlsdarstellung zu sehen, seitlich Reliefs der Geburt und der Auferstehung Christi und darüber eine Kreuzigungsszene. Es folgte die Darstellung des Jüngsten Gerichts. Den Altar schloss eine Darstellung des Heiligen Geists als Taube ab, die von Engeln flankiert wurde. Die Darstellungen wurden von Bibelsprüchen begleitet. Michaelis stellte 1714 fest: „Dieses alles ist sauber und künstlich ausgehauen / wie denn auch die Schrifft und Sprüche daran erhaben gehauen sind“.
Als die alte Frauenkirche 1727 abgebrochen wurde, kam der Altar im selben Jahr in die Annenkirche. Wahrscheinlich zu dem Zeitpunkt war das Hauptaltarbild durch eine Kanzel ersetzt worden. Zudem wurden barocke Figuren und Reliefs ergänzt. Nach dem Brand der Annenkirche im Jahr 1760 ist der Altar in den Akten der Annenkirche nicht mehr verzeichnet und es ist nicht bekannt, wann der Altar aus der Annenkirche umgesetzt wurde. Er fand jedoch nach 1760 in der Matthäuskirche in der Friedrichstadt eine neue Aufstellung, wobei er sich nur teilweise erhalten hatte: Vom ursprünglichen Frauenkirchenaltar waren nur Säulen, Konsolen, das Gebälk des Obergeschosses und das verkröpfte Hauptgesims mit Löwenköpfen und Ranken im Fries erhalten. Der Altar war durch eine neu aufgesetzte Gloriole rund 820 Zentimeter hoch; für den ursprünglichen Altar ist eine Höhe von 734 Zentimetern überliefert. Im Jahr 1882 wurde der Altar erneut verändert.
Bei der Bombardierung Dresdens im Februar 1945 wurde die Matthäuskirche schwer beschädigt. Der ebenfalls beschädigte Altar wurde schließlich in der Nachkriegszeit abgebrochen.

### Kanzel

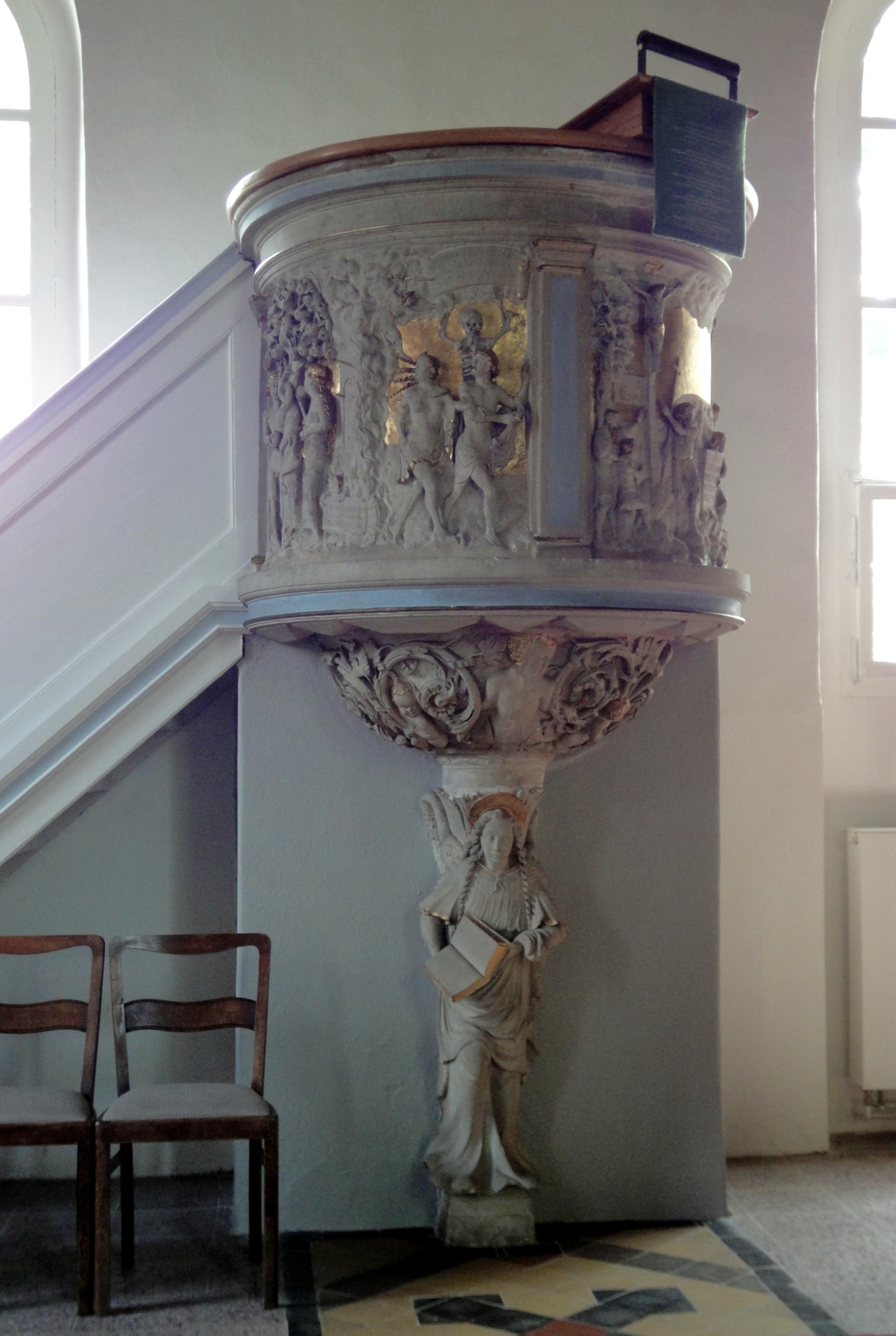
Die Kanzel der Bischofswerdaer Kreuzkirche

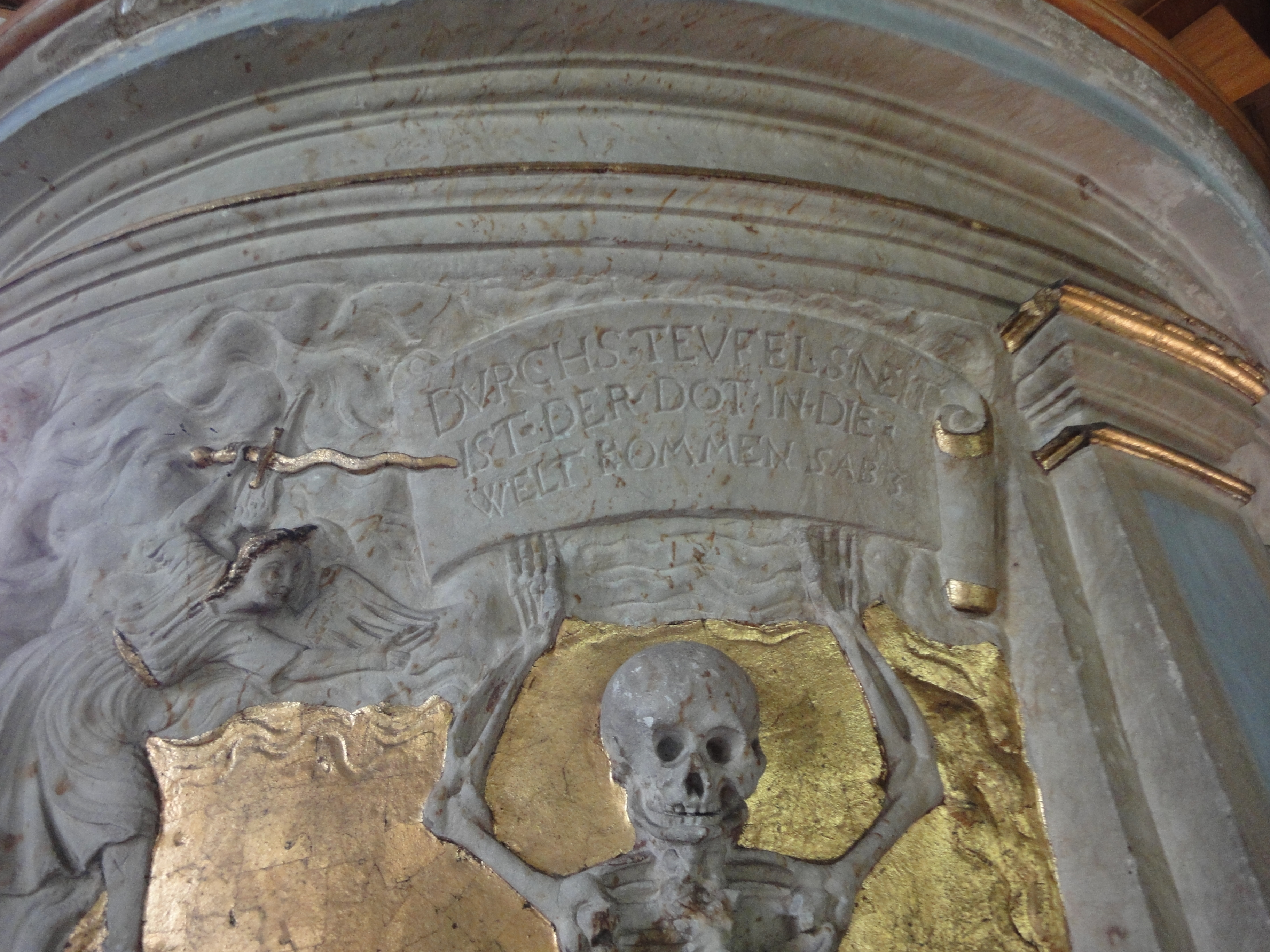
Detail der Kanzel, das mit Michaelis’ Beschreibung übereinstimmt: der Todt, hinter ihnen der Engel mit dem blossen hauenden Schwerdt, darbey: Durch des Teuffels Neid ist der Tod in die Welt kommen, Sap. 2

In den Jahren 1556 und 1557 schuf Hans Walther II die Kanzel der Frauenkirche, die von Augustus Cordus bemalt wurde. Der hölzerne Schalldeckel der Kanzel hatte sich bereits 1714 nicht erhalten. Zu dieser Zeit schrieb Michaelis, dass der Kanzeldeckel der Kirche aus Stein gewesen war, jedoch durch „eine neue Decke von Holtz und Bildhauer-Arbeit [ersetzt wurde] / auf welcher zu oberst das Bild der Sonnen / nebst andern Zierathen / unten an selbiger Decke der Heil. Geist in Tauben-Gestalt zu sehen / auch weiß und Gold gemahlet ist.“
Die Kanzel befand sich an der südlichen Triumphbogenvorlage zwischen Langhaus und -chor und war von der Sakristei über eine Steintreppe zugänglich. Über dem Kanzel-Zugang hing ein Alabaster-Kruzifix in Lebensgröße.
Aus dem Jahr 1714 ist eine Beschreibung der Frauenkirchkanzel überliefert:

„Hiernechst praesentiret sich ebenfals die von weissen Pirnischen Steine erbaute Cantzel / mit schönen eingehauenen und gemahlten Biblischen Historien / als da ist erstlich der Baum der Erkänntniß / um welchen die Schlange sich gewunden / worbey auff einen Täflein: Gott hat den Menschen geschaffen zum ewigen Leben, ferner Adam und Eva zwischen ihnen der Todt, hinter ihnen der Engel mit dem blossen hauenden Schwerdt, darbey: Durch des Teuffels Neid ist der Tod in die Welt kommen, Sap. 2. Dann / Christus am Creutz auf deren einen Seite die Tauffe Christi am Jordan, mit der Beyschrifft: Diß ist mein lieber Sohn etc. auf der andern Johannes auf Christum zeigende: Darbey diese Worte: Siehe, das ist Gottes Lamm etc. Das gantze Werck ruhet auff einer Statua eines aus gantzen Stein gehauenen Engels / der in seiner rechten Hand eine Tafel hält / darauff man lieset: Selig sind, die Gottes Wort hören und bewahren.“

Der Kunsthistoriker Walter Hentschel, der sich intensiv mit der Bildhauerfamilie Walther beschäftigt hatte, stellte 1966 fest, dass die Kanzel der Bischofswerdaer Kreuzkirche „höchstwahrscheinlich identisch mit der von Hans Walther 1556 geschaffenen Kanzel der alten Dresdner Frauenkirche [ist]“ und bemerkte an anderer Stelle, dass „an der Identität [beider Kanzeln] kaum zu zweifeln“ ist. Magirius schloss sich Hentschels Meinung 2002 an und bezeichnete eine Identität beider Kanzeln als „sehr wahrscheinlich“. Gurlitt sah eine stilistische Ähnlichkeit der Kanzel mit Werken Hans Walthers.
Die Kanzel der Frauenkirche wurde beim Abbruch der Kirche 1727 abgebaut und zunächst in einem der Schwibbögen des alten Annenkirchhofs gelagert. Die Kanzel der Kreuzkirche kam 1814 aus der Schlosskapelle in Stolpen nach Bischofswerda. Eine Versetzung der Frauenkirchkanzel in die Schlosskapelle Stolpen ist nicht nachgewiesen, aber möglich.
Gurlitt schrieb, dass die Bischofswerdaer Kanzel „dem Ausbau des Schlosses Stolpen unter Kurfürst August an[gehöre]“. Auch Hentschel betonte, dass die Entstehungszeit der Bischofswerdaer Kanzel in der Mitte des 16. Jahrhunderts anzusiedeln ist. Anders als Gurlitt hielt Hentschel es jedoch für „wenig wahrscheinlich, daß in der nicht sehr großen Schloßkapelle eine so stattliche Kanzel gestanden habe, deren reicher plastischer Schmuck auch nicht dem sparsamen Sinn Kurfürst Augusts entsprochen hätte.“
Von der Beschreibung bei Michaelis weicht die Bischofswerdaer Kanzel in drei Details ab: Sie besitzt am rechten Rand ein Relief mit der Auferstehung Christi, das Michaelis nicht nennt. Hentschel vermutete, dass die Darstellung in der Frauenkirche durch die daneben stehende Ratsempore verdeckt wurde. Auf der Bischofswerdaer Kanzel fehlt die bei Michaelis beschriebene Taufe Christi; der die Bischofswerdaer Kanzel tragende Engel trägt zudem keine Tafel, sondern ein aufgeschlagenes Buch. Es ist nicht ausgeschlossen, dass die Kanzel in späterer Zeit umgestaltet wurde. Da überliefert ist, dass Kurfürst August der Schlosskapelle Stolpen 1567 eine Kanzel gestiftet haben soll, kann jedoch eine Identität der Bischofswerdaer Kanzel mit der Stolpener Kanzel nicht ausgeschlossen werden; diese wäre zumindest eine nahe Kopie der Frauenkirchkanzel.

### Orgel

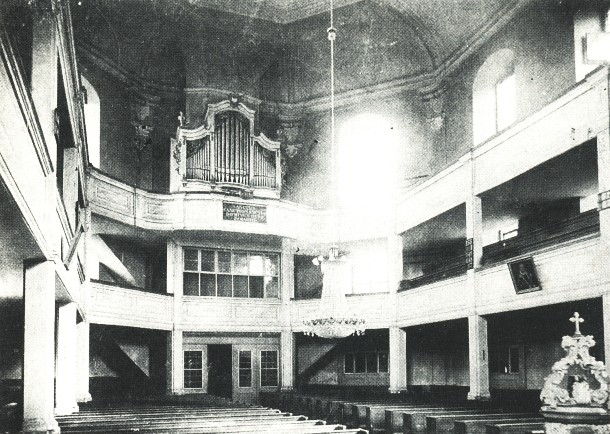
Foto der Leibner-Orgel, die elf Register der alten Frauenkirchorgel besaß; Foto von August Kotzsch um 1885

Von 1557 bis 1559 fertigte Meister Lorentz Steer für 245 Gulden eine Orgel. Sie wurde 1568 von Jeorge Kretzmar ausgebessert. Im Jahr 1622 erhielt die Kirche eine neue Orgel von Tobias Weller, die er ab 1619 gebaut hatte. Sie befand sich vermutlich auf der Westempore. Die Kosten betrugen 1000 Gulden. Das Orgelprospekt wurde  von Sigismund Bergt ausgemalt und zeigte 1714 auf den Innenseiten „sehr sauber und groß“ die Geburt Jesu und die Anbetung der Könige. Im Jahr 1653 erweiterte Weller die Orgel, die 1680 von Hoforgelmacher Andreas Tamitius renoviert wurde. Im Jahr 1711 belederte Hoforgelmacher Johann Heinrich Gräber die Windladen neu.
Disposition der Frauenkirchenorgel im Jahr 1714:
| Oberes Manual |            |      |
| 1             | Prinzipal  | 8′   |
| 2             | Subbass    | 16′  |
| 3             | Gedackt    | 8′   |
| 4             | Trompete   | 8′   |
| 5             | Octave     | 4′   |
| 6             | Quintadena | 8′   |
| 7             | Quinte     | 3′   |
| 8             | Gemshorn   | 2′   |
| 9             | Schwegel   | 1′   |
| 10            | Nasat      | 3′   |
| 11            | Zimbel II  | 1⁄2′ |
| 12            | Mixtur IV  | 2′   |
|               |            |      |

| Unteres Seitenwerk (2. Manual) |            |
| Prinzipal                      | 4′         |
| Grobgedackt                    | 8′         |
| Kleingedackt                   | 4′         |
| Oktave                         | 2′         |
| Zimbel (Oktav)                 | 1′         |
| Sesquialtera II                | [ Anm. 3 ] |
|                                |            |

| Pedal   |     |
| Subbass | 16′ |
| Posaune | 16′ |
| Oktave  | 8′  |

Nebenregister: Zimbelstern, Tremulant, Pedalkoppel, Manualkoppel
Anmerkungen
1. ↑  Zinn
2. 1 2  Holz
3. 1 2 3 4 5 6 7 8 9 10 11 12 13 14 15  „von guten Metall“
4. ↑  Fuß aus Holz
5. ↑  Holz, Messing

Als die alte Frauenkirche schrittweise abgerissen wurde, war die Weller-Orgel vakant. Sie wurde schließlich geteilt, 9 Register erhielt 1745 durch Schenkung die Kirche des Dorfes Plauen. Aus diesen baute Stadtorgelbauer (und späterer Hoforgelbauer) Tobias Schramm (1701–1771) die Orgel für die Kirche in Plauen. Aus den anderen 11 Registern entstand durch Johann Christoph Leibner eine preiswerte Orgel, die die Gemeinde Loschwitz erstand und die 1753 in der Loschwitzer Kirche geweiht wurde.
Beide Orgeln existieren nicht mehr: Die 1753 in der Loschwitzer Kirche geweihte Orgel wurde 1899 durch eine Jehmlich-Orgel ersetzt. Die 1746 in Plauen geweihte Orgel wurde 1813 während der Schlacht um Dresden zerstört.

### Glocken
Im Jahr 1472 erhielt die alte Frauenkirche ihren ersten Dachreiter, auf dem im folgenden Jahr Glocken angebracht wurden, so heißt es über das Jahr 1473: „Kumoller hat mit den Glocken zu thun. Meister Lenhart scheint diese gegossen zu haben.“ Einen neuen Dachreiter, der bis 1722 bestand, schuf Caspar Beyer im Jahr 1497. Das hölzerne Türmchen war achteckig und mit Schiefer gedeckt. An der Spitze besaß es vier Erker, auf denen vier vergoldete Turmknöpfe mit Sternabschluss angebracht waren. Der Hahn des Kirchturms wurde 1699 durch eine Fahne mit dem Dresdner Wappen ersetzt.
Eine neue Glocke wird im Jahr 1517 erwähnt. Um 1530 hängte Nickel von Zwickau eine neue Kirchglocke auf. Diese Glocken wurden nach Stilllegung der Kirche im Zuge der Reformation 1539 eingeschmolzen.
Erst 1556 stiftete Kurfürst August der Kirche drei Glocken aus dem säkularisierten Kloster Altzella. Sie wurden 1557 im Dachreiter aufgehängt. Zu den drei Glocken kam im Jahr 1619 eine vierte Glocke, die Johann Hilliger goss. Sie war die größte Glocke des Geläuts.
Im Jahr 1722 wurde der baufällige Dachreiter der Frauenkirche abgerissen und die Glocken auf einem Glockenturm auf dem Kirchhof aufgehängt, der erst 1735 abgebrochen wurde. Die beiden kleinsten der drei ehemaligen Klosterglocken wurden 1732 an Johann Gottfried Weinhold abgegeben, der sie einschmolz und zu neuen Glocken für die Bährsche Frauenkirche verarbeitete. Die 1619 von Hilliger gegossene Glocke wurde 1917 zu Rüstungszwecken eingeschmolzen.
Die dritte Klosterglocke kam 1925 von der Frauenkirche in die Anstaltskirche der Landesanstalt Hubertusburg, da sie klanglich nicht zu den 1925 neugegossenen Frauenkirchglocken passte. Im Jahr 1940 wurde sie in die D-Glockenliste aufgenommen und zählte damit zu den Glocken, „deren dauerhafte Erhaltung wegen ihres hohen oder geschichtlichen Wertes […] befürwortet wurde[n]“. Die Glocke ging nach 1945 in den Besitz der Kirchgemeinde Wermsdorf über und wurde 1960 von der Kirchgemeinde Dittmannsdorf übernommen. In Dittmannsdorf war sie die mittlere Glocke des Dorfkirchengeläuts. Im Jahr 1998 kam die Glocke nach Dresden zurück und wurde auf einem Glockenträger auf dem Baugelände der Frauenkirche aufgehängt. Hier läutete sie zur Andacht und zum Gottesdienst. Seit 2003 ist sie als Gedächtnisglocke „Maria“ Teil des achtstimmigen Frauenkirchengeläuts.
| Gussjahr | Gießer            | Höhe in cm | Ø in cm | Inschrift, Schmuck | Herkunft | Verbleib                               |
| -------- | ----------------- | ---------- | ------- | --- | -------- | -------------------------------------- |
| 1489     | Oswald Hilliger?  | 39,0       | 45,0    | „die Silberne“ genannt, Inschrift: „Afe Maria Gracia, plena, Dominus thekum Mader myserikortie“, Jahreszahl mcccc lxxxix | Altzella | 1734 eingeschmolzen                    |
| 13. Jh.  | nicht überliefert | 63,7       | 70,8    | hatte eine Zuckerhutform, ohne Inschrift | Altzella | 1734 eingeschmolzen                    |
| 1518     | Martin Hilliger?  | 69,0       | 84,6    | „Afe Maria Gracia, plena, Dominus thekum Mader myserikortie mccccc xviii jar“, sparsame Verzierung | Altzella | Teil des Frauenkirchengeläuts          |
| 1619     | Johann Hilliger   | 84,0       | 111,0   | am Glockenkörper zwei Mal das Wappen der Hillger mit der Umschrift „Johann Hilger f. MDCXIX“, am Glockenrand Umschrift „Laudo Deum verum plebem voco congrego clerum defunctos ploro cor suscito festa decoro.“ darunter Adler in Ranken | Dresden  | 1917 zu Rüstungszwecken eingeschmolzen |

### Weitere Ausstattung und Kirchenschmuck
Ausmalung der Kirche

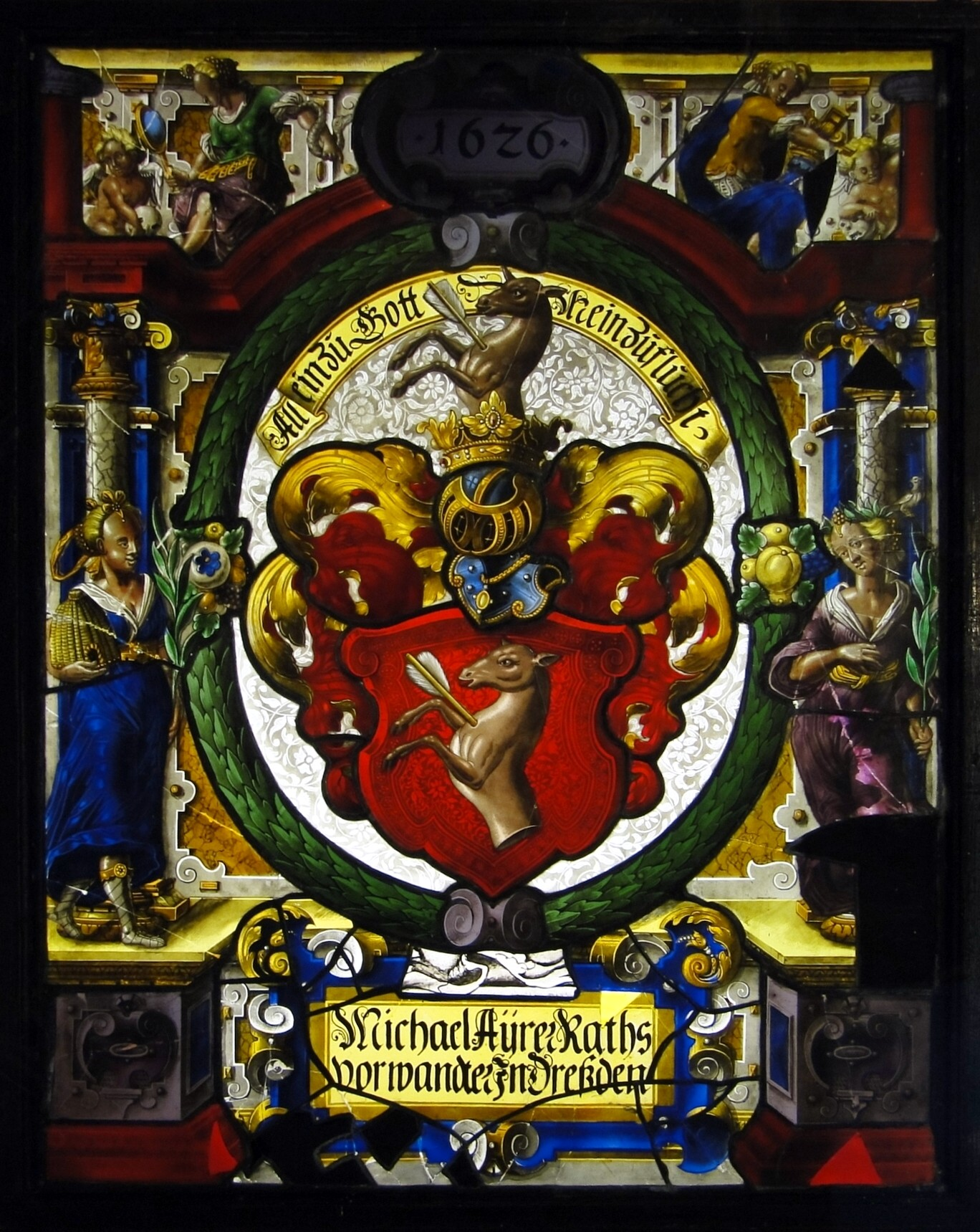
Die Ayrersche Wappenscheibe aus dem Jahr 1626

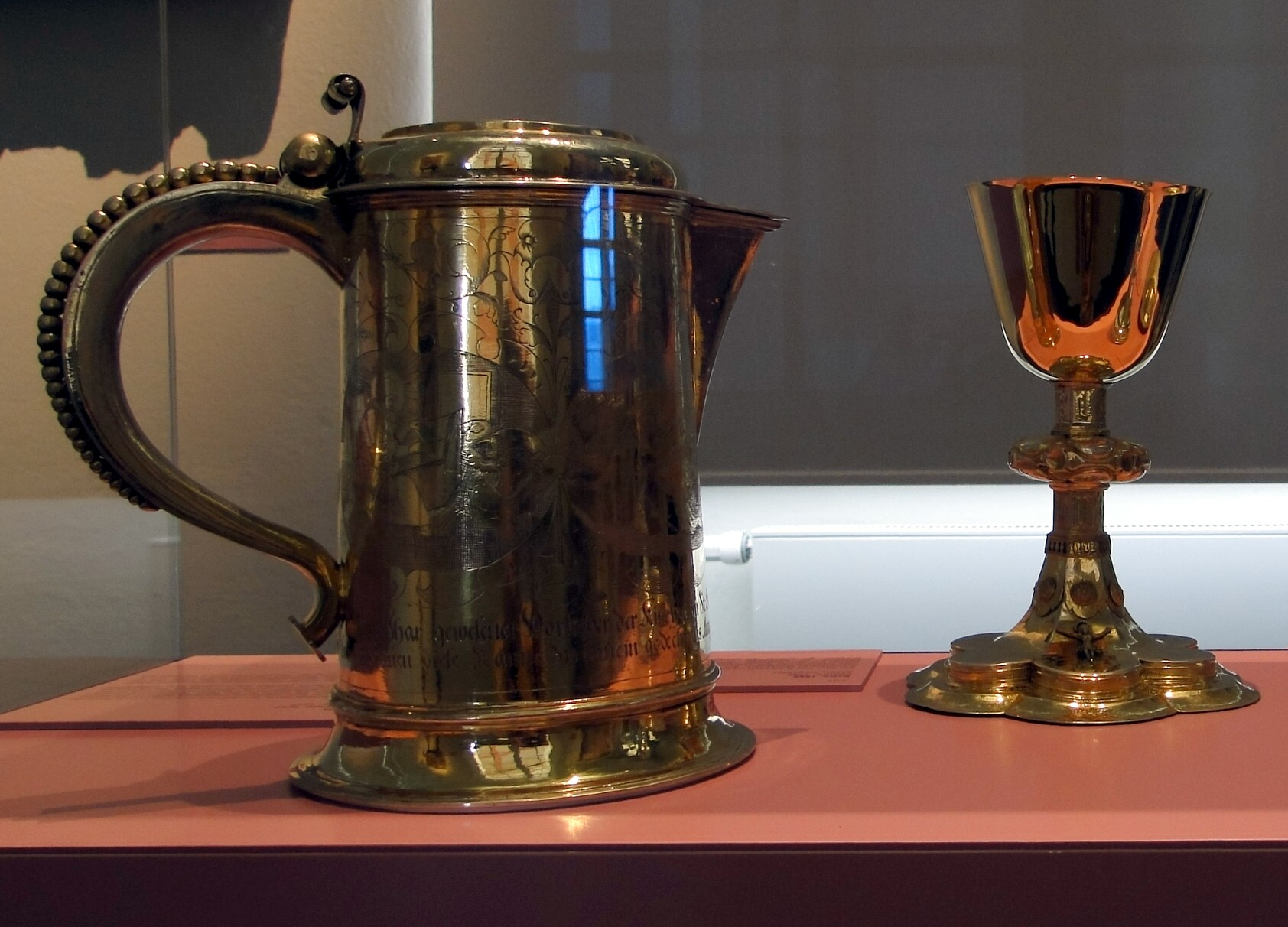
Kommunionkanne und Kelch aus der alten Frauenkirche

Farbreste auf überlieferten Bogenwerkstücken des Langhauses zeigen, dass die Kirche wahrscheinlich im Mittelalter im Inneren grau bemalt war und weiße Fugen hatte. Michaelis schrieb 1714, dass das Langhaus zweigeschossige Emporen aus Holz mit grau-weißer Marmorierung besitzt; ebenso waren Teile des Chors marmoriert. Die Felderdecke des Langhauses aus dem Jahr 1557 wurde bis Ende des 16. Jahrhunderts unter anderem von Andreas Bretschneider ausgemalt; die einzelnen biblischen Szenen aus dem alten und neuen Testament wurden dabei gestiftet und die Namen der Stifter oder deren Wappen an den Bildern vermerkt. Wie die Felderdecke war die Ratsempore im südlichen Seitenschiff mit Bibelszenen geschmückt.
Die Gewölbe des Langchors wurden 1596 ausgemalt. Die Decke wurde mit Zeichnungen der sächsischen Provinzwappen ausgestaltet, über dem Altar befand sich in einer Rundung das Agnus Dei, während in der anderen Rundung „die Paßion Christi / als Hände / Füsse / und Hertz / nebst der Dornen Crone und 3. Nägel zu sehen [war]“.
Fenster und Leuchter
Über den Fensterschmuck ist kaum etwas bekannt. Im Jahr 1626 stiftete Juwelier Michael Ayrer der Kirche eine Votivtafel aus Glas. Die sogenannte „Ayrersche Wappenscheibe“ wurde in das südöstlich des Altars gelegene Fenster eingefügt und ging nach dem Abbruch der Kirche wieder in den Besitz der Stifterfamilie über. Sie hat sich bis heute in Berliner Privatbesitz erhalten.
Der Raum wurde durch einen 24-armigen Kronleuchter erhellt, der in der Mitte des Chores hing. Er wurde 1667 in Nürnberg gefertigt und später im Bährschen Neubau im Chor aufgehängt.
Kirchengerät
Aus der alten Frauenkirche haben sich mehrere Gefäße erhalten. Ein vergoldeter Silberkelch wurde laut Umschrift am Fußrand 1558 von Kurfürst August gestiftet. Es handelt sich um einen spätgotischen Messkelch aus vorreformatorischer Zeit, der 1558 für den lutherischen Gottesdienst instand gesetzt wurde. Zwei weitere Kelche stammen ebenfalls aus gotischer Zeit.
Erhalten hat sich zudem eine vergoldete, silberne Kommunionkanne, die der Frauenkirche 1637 von Zacharias Heroldt gestiftet wurde. Sie trägt die Meistermarke des Dresdner Silberschmieds Michael Botza.
Taufstein
Die alte Frauenkirche besaß seit der Reformation keinen Taufstein mehr, da Taufen nur in der Kreuzkirche vorgenommen wurden. Hinweise über einen Taufstein vor der Reformation sind nicht überliefert.

## Bedeutung

### Kirche und Kirchhof als Begräbnisstätten
Für Zeitgenossen war die Frauenkirche vor allem als Begräbnisstätte bedeutsam. Ursprünglich durften nur Geistliche in ihr beerdigt werden, ab dem 16. Jahrhundert jedoch auch Stifter sowie Adelige und Bürger. In der Kirche beerdigt wurden unter anderem Johannes Cellarius, Christian Schiebling, Christophorus Bulaeus, Heinrich Schütz und Andreas Herold. Noch um 1714 waren Wände und Boden der Frauenkirche mit Epitaphien bedeckt, wovon sich nur wenige erhalten haben.

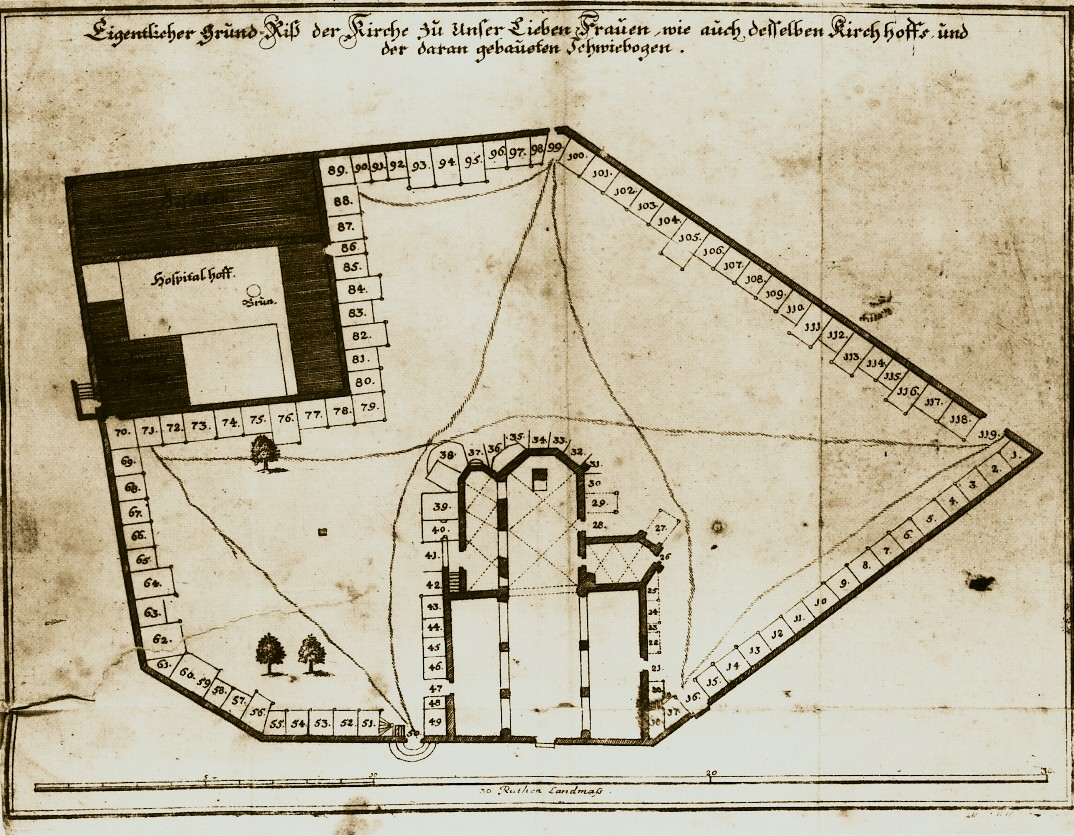
Geosteter Grundriss der Frauenkirche und des Kirchhofs mit eingezeichneten Schwibbögen; Stich von Moritz Bodenehr, 1714

Neben der Frauenkirche diente der Frauenkirchhof als Bestattungsort. Er ist die älteste bekannte Begräbnisstätte auf Dresdner Boden; die frühesten Grabfunde werden auf die Zeit um 1100 datiert. Der Kirchhof war eine der wenigen Begräbnisstätten der Stadt, konnte wegen zunehmender Umbauung im 16. Jahrhundert nicht mehr erweitert werden und war für die Toten der Stadt daher bald zu klein. Aufgrund dessen mussten die Gräber in kurzen Intervallen neu belegt werden. Die ausgescharrten Gebeine fanden im „Beinhaus“ auf dem Kirchhof in unterirdischen Gewölben eine neue Stätte. Das Beinhaus war 1514 durch Bischof Johannes von Meißen geweiht worden. Die Bruderschaft der Steinmetze und Maurer stiftete der Beinhaus-Kapelle zu diesem Anlass einen Annenaltar. Wahrscheinlich vom Annenaltar des Beinhauses hat sich eine Holzstatue der Heiligen Anna erhalten. Im Jahr 1558 wurde das Beinhaus oberirdisch abgetragen, wobei die unterirdischen Gewölbe erhalten blieben. Sie waren noch 1714 „mit Gebeinen gantz angefüllet und mit einer eisern Thüre verwahret zu finden“.
Der Adel bevorzugte als exklusiven Bestattungsort die Frauenkirche, deren Kapazität jedoch bald erschöpft war. Von 1561 bis 1562 errichtete daher der Maurermeister Voitt Grohe Schwibbögen an der Kirchmauer und später an der gesamten Friedhofsmauer. Der Kirchhof erhielt so bis 1565 über 100 Erbbegräbnisstätten – Schwibbogen genannte, kapellenartige Bauten mit eigener Gruft –, wodurch er eine enorme Aufwertung als Begräbnisstätte des vermögenden Bürgertums und Adels erfuhr. Zu den Schwibbogenbesitzern zählten der kurfürstliche Oberfeldzeugmeister Caspar Vogt von Wierandt, in dessen Gruft auch der 1601 hingerichtete sächsische Kanzler Nikolaus Krell seine letzte Ruhe fand, der Bildhauer und Dresdner Bürgermeister Hans Walther und Kammermeister Hans Harrer. Die Schwibbögen wurden teilweise kostbar ausgestattet und die Gewölbe bemalt, so das Familienbegräbnis von Centurio Wiebel durch den Maler Samuel Bottschildt. Die große Zahl künstlerisch wertvoller Epitaphien veranlasste den Kirchner der Frauenkirche Johann Gottfried Michaelis 1714 zu seinem Werk Dreßdnische Inscriptiones und Epitaphia, in dem er sämtliche 1351 Grabmonumente und Inschriften von Frauenkirche und Kirchhof erfasste. Erhalten haben sich hauptsächlich einfache Grabplatten, die für den Frauenkirchenneubau als Steinmaterial verwendet und bei der Enttrümmerung der Kirche 1994 geborgen wurden.
Otto Richter fasste die Bedeutung der Kirche als Begräbnisstätte 1895 zusammen: „Alles in allem bildete die Frauenkirche mit ihrer Umgebung ein wahres Museum altehrwürdiger Kunstwerke und geschichtlicher Erinnerungen.“ Magirius betonte die verschiedenen Ebenen, auf denen die Frauenkirche als Bestattungsort bis heute bedeutend ist: „Standen für Michaelis die […] noch lesbaren Inschriften an Denkmälern im Mittelpunkt des Interesses, interessierten die Kunsthistoriker des 20. Jahrhunderts vorrangig die künstlerisch wertvollen Grabdenkmäler, während die Archäologen der Gegenwart vor allem die Bestattungsformen und -riten interessieren.“

### Bedeutungswandel als Mutter- und Stadtkirche
Die wahrscheinlich kurz nach 1000 gegründete Frauenkirche gilt als die älteste Kirche des Dresdner Elbtals. Im Mittelalter war sie die Pfarrkirche für ein weit ausgedehntes Kirchspiel: Das gesamte östliche Elbtal bis zu den südlichen Hängen war in die Frauenkirche eingepfarrt; sie war für den gesamten Gau Nisan außer Dohna zuständig und besaß mit dem Dorf Poppitz ein Dos, das ihr zur materiellen Ausstattung bei der Gründung geschenkt worden war. Eine konkurrierende Kirche entstand erst mit der Nikolaikirche (ab 1388 Kreuzkirche), der Kirche einer wohl kurz nach 1100 entstandenen Kaufmannssiedlung, die sich 400 Meter von der Frauenkirche entfernt befand. Deren Bewohner standen als Fernhändler unter Königsschutz und hatten daher einen höheren sozialen Status als die Sorben, die die Frauenkirche besuchten. Die Nikolaikirche wurde trotz eigener Gemeinde eine Filialkirche der älteren Frauenkirche und blieb es, als sie um 1150 mit Erweiterung der Kaufmannssiedlung den Status einer Stadtkirche erhielt. Das Pfarr- und Bestattungsrecht stand der Frauenkirche zu.
Die Bedeutung der Frauenkirche für den Dresdner Raum sank, je mehr die Bedeutung der Stadt Dresden und damit ihrer Stadtkirche zunahm; die Kreuzkirche hatte aufgrund verschiedener Reliquien zudem den Status einer Wallfahrtsstätte. Bereits 1400 zog der Pfarrer aus dem Pfarrhaus der Frauenkirche in das der Kreuzkirche um. Die durch den Kurfürsten unterstützte Kreuzkirche galt als Stadtkirche der Bürger und die von der Bürgerschaft unterstützte Frauenkirche als Landkirche der Bauern des Umlandes. Nach ihrem Neubau von 1499 bis 1516 war die Kreuzkirche der mittelalterlichen Frauenkirche in Bau und Ausstattung weit überlegen – der Frauenkirche blieb jedoch die Bedeutung als Bestattungsort erhalten. Mit der Reformation verlor die Frauenkirche 1539 ihren Status als Hauptkirche der Stadt endgültig an die Kreuzkirche.
Von 1539 bis 1559 wurden in der Frauenkirche keine Gottesdienste mehr abgehalten. Das Taufrecht ging an die Kreuzkirche über. Erst 1549 wurde die Frauenkirche in die Stadt einbezogen und erhielt den Status einer zweiten Stadtkirche. Das der Frauenkirche ursprünglich als Schenkung übereignete Dorf Poppitz ging trotz des Protestes des Stadtpfarrers 1550 in den Besitz der Stadt über. Durch die baulichen und räumlichen Unzulänglichkeiten wurden von den ursprünglich 26 Dörfern bis 1714 zehn Dörfer aus der Frauenkirche ausgepfarrt. Folgende 26 Dörfer waren ursprünglich in die Frauenkirche eingepfarrt:
- Bannewitz
- Blasewitz
- Boderitz
- Coschütz
- Cunnersdorf (1670 nach Plauen eingepfarrt)
- Dölzschen
- Gruna
- Kaitz (1670 nach Leubnitz eingepfarrt)
- Kleinpestitz
- Laubegast (1670 nach Leuben eingepfarrt)
- Löbtau (zur Hälfte)
- Loschwitz (ab 1706 eigene Loschwitzer Kirche)
- Mockritz
- Kleinnaundorf
- Naußlitz
- Nöthnitz (1670 nach Leubnitz eingepfarrt)
- Prohlis (1670 nach Leubnitz eingepfarrt)
- Vorwerk Räcknitz
- Reick (zur Hälfte; 1670 nach Leubnitz eingepfarrt)
- Roßthal
- Seidnitz (1670 nach Leuben eingepfarrt)
- Strehlen
- Striesen
- Tolkewitz (1670 nach Leuben eingepfarrt)
- Wachwitz (ab 1706 zu Loschwitz gehörend)
- Vorwerk Zschertnitz

Mit dem Neubau der Kirche durch George Bähr änderte sich die untergeordnete Stellung der evangelischen Frauenkirche in der Kirchenverfassung Dresdens nicht. Erst 1878 wurde sie zur selbstständigen Pfarrkirche erhoben, in die Teile der Inneren Altstadt und der Pirnaischen Vorstadt eingepfarrt waren. Im Jahr 1926 wurde nicht sie, sondern die Sophienkirche als ehemalige Hofkirche zur evangelischen Domkirche Sachsens erhoben. Beide Kirchen wurden 1945 zerstört. Bis heute hat die inzwischen wiedererbaute Frauenkirche keine feste Gemeinde.